# USS New Jersey (BB-62)
El USS New Jersey (BB-62), apodado "Big J" o "Dragón Negro", es un acorazado de la clase Iowa, y fue el segundo buque de la Armada de Estados Unidos en ser nombrado en honor al estado de Nueva Jersey, Estados Unidos. El New Jersey ganó más estrellas de batalla por acciones de combate que los otros tres acorazados clase Iowa terminados, y es el único acorazado estadounidense en haber proporcionado apoyo de fuego usando sus cañones durante la guerra de Vietnam.
Durante la Segunda Guerra Mundial, el New Jersey bombardeó objetivos en Guam y Okinawa, y escoltó a los portaaviones en sus ataques a las Islas Marshall. Durante la guerra de Corea, participó en las incursiones por toda la costa de Corea del Norte, tras lo cual fue dado de baja y puesto en la Flotas de reserva de la Armada de los Estados Unidos. Fue brevemente reactivado en 1968 y enviado a Vietnam para apoyar a las tropas estadounidenses antes de regresar a la flota de reserva en 1969. Reactivado una vez más en la década de 1980 como parte del programa de 600 buques de la Marina, el USS New Jersey, fue modernizado para llevar misiles y puesto de nuevo en servicio. En 1983, participó en las operaciones estadounidenses durante la guerra civil del Líbano.
El USS New Jersey, fue dado de baja por última vez en 1991, habiendo servido un total de 21 años en la flota activa, después de haber ganado una Mención de Unidad Naval por su servicio en Vietnam y 19 estrellas de combate y de campañas por las operaciones de combate durante la Segunda Guerra Mundial, la guerra de Corea, la guerra de Vietnam, la guerra civil del Líbano, y el servicio en el Golfo Pérsico. Tras una breve retención en la flota de reserva, fue donado a la 'Alianza de Home Port' en Camden, Nueva Jersey, y comenzó su carrera como barco museo el 15 de octubre de 2001.

## Construcción
El New Jersey fue uno de los diseños de "acorazados rápidos" de la clase Iowa planificados en el año 1930 por la Departamento de Diseños Preliminares de la Oficina de Construcción y Reparación. Este fue botado el 12 de diciembre de 1942 y puesto en servicio activo el 23 de mayo de 1943. El buque fue el segundo de la clase Iowa en ser puesto en servicio activo por la Armada de Estados Unidos. El buque fue bautizado por Carolyn Edison, esposa del gobernador de Nueva Jersey Charles Edison, quien había sido Secretario de la Armada de los Estados Unidos; y puesto en servicio activo en Filadelfia el 23 de mayo de 1943, con el capitán Carl F. Holden al mando.
La batería principal del New Jersey consistía en nueve cañones de 16 pulgadas (406 mm)/50 calibres Mark 7 montados en tres torretas cada una con tres cañones, que podían disparar proyectiles perforantes de blindaje de 2700 libras (1225 kg) a una distancia de aproximadamente 23 millas (37 km). Su batería secundaria consistía en veinte cañones de 5 pulgadas (127 mm)/38 calibres montados en torretas de doble propósito con dos cañones cada una, que podían alcanzar blancos a una distancia de hasta 9 millas (14 km). Con la llegada del poder aéreo y la necesidad de ganar y mantener la superioridad aérea surgió la necesidad de proteger a la creciente flota de portaaviones aliados, por lo que el New Jersey fue equipado con un conjunto de cañones antiaéreos compuesto por cañones Oerlikon de 20 mm y Bofors de 40 mm. Cuando fue reactivado en el año 1968, al New Jersey se le retiraron cuatro montajes dobles de 5 pulgadas (127 mm)/38 calibres. También le fueron instalados cuatro montajes de Phalanx CIWS para la protección contra misiles y aviones, y ocho Cajas Lanzadoras Blindadas y ocho Lanzadores de Células Cuádruples diseñados respectivamente para disparar misiles Tomahawk y misiles Harpoon.
A diferencia de los otros acorazados de la clase Iowa, el New Jersey fue nombrado por el presidente Franklin D. Roosevelt para pagar una deuda política al gobernador de Nueva Jersey de aquel entonces, Charles Edison. Durante su estancia en el Departamento de la Armada, Edison impulsó la construcción de los Iowa, y para que uno de ellos fuera construido en el Astillero Naval de Filadelfia, lo que aseguró los votos de Pensilvania y Nueva Jersey para Roosevelt en la elección presidencial del año 1940.

## Segunda Guerra Mundial (1944-1945)

### Pruebas de mar y servicio en la 5.ª flota, almirante Spruance
El New Jersey completó su equipamiento y el entrenamiento de su tripulación inicial en el Atlántico Occidental y el Mar Caribe. El 7 de enero de 1944 la nave pasó a través del Canal de Panamá con destino a Funafuti y las Islas Ellice. La nave se reportó allí el 27 de enero para servicio activo en la Quinta Flota de los Estados Unidos y tres días más tarde se reunió con el Grupo de Tareas 58.2 para el asalto contra las Islas Marshall. El New Jersey protegió a los portaaviones de los ataques japoneses mientras que los aviones del Grupo de Tareas 58.2 volaban misiones de ataque contra las Kwajalein y Eniwetok entre el 29 de enero y el 2 de febrero, ablandándolas para la invasión posterior y apoyando a las tropas que desembarcaron el 31 de enero.
El New Jersey inició su carrera como un buque insignia el 4 de febrero en la Laguna Majuro cuando el almirante Raymond A. Spruance, comandando la Quinta Flota, izó su insignia en el New Jersey. Su primera acción como un buque insignia la llevó a cabo en la Operación Hailstone, un ataque aéreo y de superficie de dos días de duración realizado por su fuerza de tareas contra una importante base naval japonesa ubicada en Truk en las Islas Carolinas. Este ataque fue coordinado con el asalto contra Kwajalein e interfirió efectivamente con la respuesta japonesa a la conquista de las Islas Marshall. El 17 y 18 de febrero, la fuerza de tareas destruyó dos cruceros ligeros, cuatro destructores, tres cruceros auxiliares, dos buques nodrizas de submarinos, dos cazasubmarinos, un arrastrero armado, un transporte de aviones y otras 23 embarcaciones auxiliares, no incluyendo embarcaciones menores. El New Jersey destruyó un arrastrero y, junto con otras naves, hundió al destructor Maikaze. También el New Jersey disparó contra un avión enemigo que atacó su formación. La fuerza de tareas regresó a las Marshall el 19 de febrero.
Entre el 17 de marzo y el 10 de abril, el New Jersey navegó por primera vez con el buque insignia Lexington del contralmirante Marc A. Mitscher para un bombardeo aéreo y de superficie contra el atolón Mille, luego se reunieron con el Grupo de Tareas 58.2 para realizar un ataque contra el transporte marítimo en las Palaos y bombardear Woleai. Al su regreso a Majuro, el almirante Spruance transfirió su insignia al Indianapolis.
El siguiente crucero de guerra del New Jersey, realizado entre el 13 de abril de 1944 y 4 de mayo de 1944, se inició y finalizó en Majuro. La nave escoltó a la fuerza de ataque de portaaviones que estaba dando apoyo aéreo a la invasión de Aitape, Bahía Tanahmerah y Bahía Humboldt, en Nueva Guinea, el 22 de abril, luego atacó el tráfico marítimo y las instalaciones costeras en Truk entre el 29 y 30 de abril. El New Jersey y su formación derribaron dos aviones torpederos en Truk. Atacó con sus proyectiles de 16 pulgadas (406 mm) a Ponape el 1 de mayo, destruyendo estanques de combustible, dañando severamente el aeródromo y demoliendo un edificio de cuarteles generales.
Después de practicar en las Islas Marshall la invasión de las Islas Marianas, el New Jersey se hizo a la mar como parte de la escolta y grupo de bombardeo de la Fuerza de Tareas del almirante Mitscher. En el segundo día de los ataques aéreos previos a la invasión, el 12 de junio, el New Jersey derribó un avión torpedero enemigo y durante los siguientes dos días su artillería pesada bombardeó Saipán y Tinian, preparando los desembarcos de los marines realizados el 15 de junio.
La respuesta japonesa a la operación de las Islas Marianas fue ordenar a su Flota Móvil atacar y aniquilar la fuerza de invasión estadounidense. Submarinos estadounidenses que vigilaban a la flota japonesa, la siguieron hasta el Mar de Filipinas donde el almirante Spruance unió su fuerza de tareas con la del almirante Mitscher para enfrentar al enemigo. El New Jersey tomó posición en la pantalla de protección alrededor de los portaaviones el 19 de junio de 1944, al mismo tiempo que los pilotos estadounidenses y japoneses se enfrentaban en la batalla del Mar de Filipinas. Ese día y el siguiente se llevó a cabo la casi aniquilación total de la aviación naval japonesa; en la así llamada "Tiro al Pavo de las Marianas", los japoneses perdieron aproximadamente 400 aviones. Estas pérdidas de pilotos entrenados y aviones y el desastre que esto significó para los japoneses fue agravado por el hundimiento de los portaaviones japoneses Taihō y Shōkaku por, respectivamente, los submarinos Albacore y Cavalla, y con la pérdida del portaaviones Hiyō provocado por el ataque de aviones lanzados desde el portaaviones ligero Belleau Wood. Adicionalmente a estas pérdidas, las fuerzas aliadas lograron dañar dos portaaviones y un acorazado japoneses. El fuego antiaéreo del New Jersey y de los otros buques de la escolta probó ser impenetrable; dos buques estadounidenses fueron ligeramente dañados durante la batalla. Sólo se perdieron en combate 17 aviones estadounidenses.

### Servicio con la 3.ª Flota, almirante Halsey
La contribución final del New Jersey a la conquista de las Islas Marianas fue en los ataques contra Guam y Palaos y posteriormente a ellos zarpó en dirección a Pearl Harbor, arribando allí el 9 de agosto. Allí izó la bandera del almirante William F. Halsey, el 24 de agosto, convirtiéndose en el buque insignia de la Tercera Flota de los Estados Unidos. El 30 de agosto el New Jersey zarpó desde Pearl Harbor, y durante los siguientes ocho meses estuvo basado en Ulithi para prestar apoyo a las Fuerzas Aliadas que operaban en Filipinas. Durante este período de la guerra del Pacífico, las fuerzas de tareas de portaaviones rápidos operaron en las aguas de Filipinas, Okinawa y Formosa, haciendo repetidos ataques contra aeródromos, transporte marítimo, bases costeras y playas de invasión.
En septiembre, los objetivos se encontraban en las Bisayas y el sur de Filipinas, Manila y Cavite, Panay, Negros, Leyte y Cebú. A principios de octubre se iniciaron las incursiones para destruir el poder aéreo enemigo basado en Okinawa y Formosa en preparación para los desembarcos en Leyte realizados el 20 de octubre de 1944.
Esta invasión provocó la última gran salida de la Armada Imperial Japonesa. Su plan para la batalla del Golfo de Leyte incluía una finta por una fuerza desde el norte consistente de portaaviones pesados sin aviones para atraer a los acorazados, cruceros y portaaviones rápidos con los cuales el almirante Halsey estaba protegiendo los desembarcos. Esto se hizo para permitir a la Fuerza Central japonesa entrar al golfo a través del estrecho de San Bernardino. Al inicio de la batalla aviones de los portaaviones protegidos por el New Jersey atacaron fuertemente tanto a las Fuerzas Central y Sur de los japoneses, hundiendo un acorazado el 23 de octubre. Al siguiente día Halsey dirigió su curso al norte siguiendo a la fuerza de señuelo después de que esta fuera avistada. Los aviones de sus portaaviones hundieron cuatro de los portaaviones japoneses, así como a un destructor y un crucero, mientras que el New Jersey se dirigía al sur a velocidad de flanco para enfrentarse a la recién desarrollada amenaza provocada por la Fuerza Central. Pero esta había sido rechazada en una sorprendente derrota cuando el New Jersey finalmente arribó.

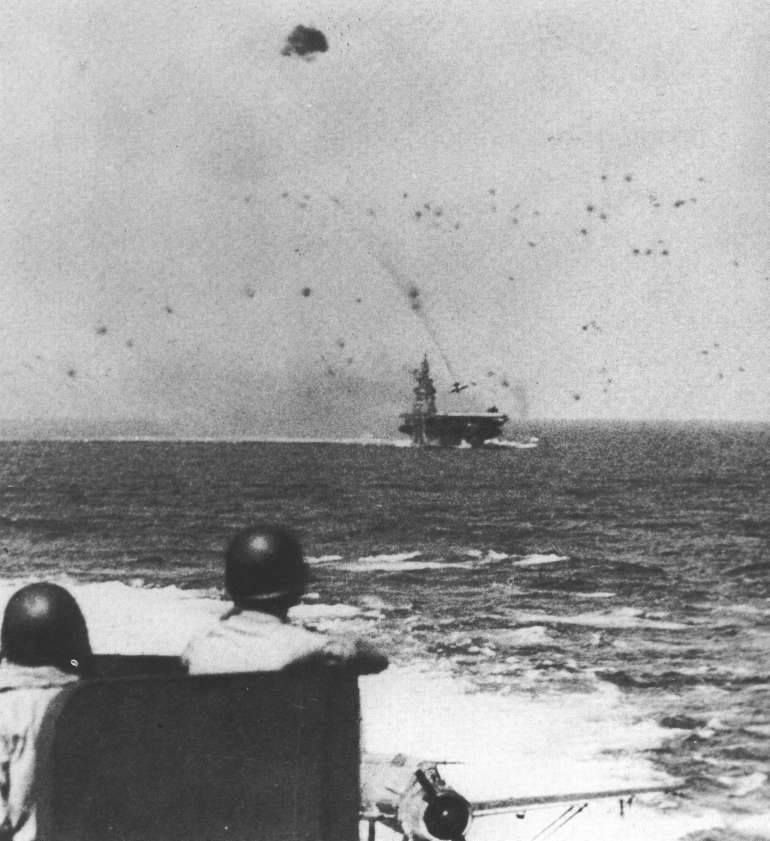
Un tripulante asignado a uno de los cañones antiaéreos del New Jersey observa sin poder hacer nada cómo un piloto kamikaze japonés se prepara para atacar al '.

El New Jersey volvió a reunirse con los portaaviones rápidos cerca de San Bernardino el 27 de octubre de 1944 para realizar ataques contra Luzón central y sur. Dos días más tarde, la fuerza se vio atacada por un grupo de kamikazes. En una mezcla de fuego antiaéreo de los barcos y de la patrulla aérea de combate, el New Jersey derribó un avión cuyo piloto logró estrellarse contra las galerías artilleras de babor del Intrepid, mientras que el fuego de ametralladoras del Intrepid hirió a tres de los tripulantes del New Jersey. Durante una acción similar el 25 de noviembre tres aviones japoneses fueron derribados por el fuego combinado de la fuerza, una parte en llamas de estos aviones se estrelló contra la cubierta de vuelo del Hancock. El Intrepid fue atacado nuevamente: logró derribar a un avión kamikaze, pero otro se estrelló contra el buque pese a que fue dañado por el fuego defensivo realizado por los artilleros del New Jersey. El New Jersey derribó un avión que picaba contra el Cabot y dañó a otro que se estrelló contra el lado de babor de la proa del Cabot.
El 18 de diciembre de 1944 los buques de la Fuerza de Tareas 38 (7 portaaviones de flota y 6 ligeros, 8 acorazados, 15 cruceros y aproximadamente 50 destructores) se encontraron inesperadamente luchando por sus vidas cuando se vieron asaltados por el Tifón Cobra cuando intentaban reabastecerse en alta mar. En ese momento los buques estaba operando a aproximadamente 300 millas (483 km) al este de Luzón en el Mar de Filipinas. Los portaaviones recién habían completado tres días de fuertes ataques contra aeródromos japoneses, destruyendo aviones enemigos durante las operaciones anfibias contra Mindoro en Filipinas. La fuerza de tareas se había reunido con el capitán Jasper T. Acuff y su grupo de reabastecimiento el 17 de diciembre con la intención de reabastecer a todos los buques de la fuerza de tareas y de reemplazar los aviones perdidos.
Aunque el mar se había estado volviendo más picado durante todo el día, las perturbaciones ciclónicas cercanas dieron relativamente poca alerta de sus aproximación. Cada uno de los portaaviones de la Tercera Flota contaba con un meteorólogo a bordo, que en el caso del buque insignia de la flota, el New Jersey, era una altamente experimentado meteorólogo: el comandante G. F. Kosco, un graduado del curso de meteorología del Instituto Tecnológico de Massachusetts quien también había estudiado los huracanes de las Indias Occidentales; pero a pesar de esto, ninguna de las personas o de los estados mayores fueron capaces de dar la alarma correspondiente a la Tercera Flota del inminente tifón. El 18 de diciembre, el violento pero pequeño tifón alcanzó a la Fuerza de Tarea mientras muchos de los buques estaban intentando reabastecerse. Muchos de los buques fueron cogidos cerca del centro de la tormenta y azotados por extremas condiciones de la mar y vientos con fuerza de huracán. Tres destructores, el Hull, el Monaghan y el Spence, se dieron vuelta de campana y se hundieron con cerca casi toda sus tripulaciones, mientras que un crucero, cinco portaaviones y tres destructores sufrieron serios daños. Se perdieron o murieron aproximadamente 790 oficiales y marineros, con 80 más que fueron heridos. Ocurrieron incendios en tres portaaviones cuando aviones se soltaron al interior de sus hangares y aproximadamente 146 aviones en varios naves se perdieron o quedaron dañados más allá de toda posible reparación por los incendios, daños por impactos o al ser lanzados por la borda. Como con los otros acorazados de la Fuerza de Tarea 38, el New Jersey salió casi sin daños de la tormenta. El buque regresó a Ulithi para vísperas de Navidad para encontrarse con almirante de flota Chester Nimitz.

### Servicio con la Séptima División de Acorazados, almirante Badger
El New Jersey viajó mucho entre el 30 de diciembre de 1944 y el 25 de enero de 1945 en su último crucero como el buque insignia del almirante Halsey. El buque escoltó a los portaaviones en sus ataques contra Formosa, Okinawa y Luzón, contra la costa de Indochina, Hong Kong, Swatow y Amoy, y nuevamente contra Formosa y Okinawa. El 27 de enero en Ulithi el almirante Halsey bajó su insignia en el New Jersey, pero fue reemplazada dos días más tarde por la del contralmirante Oscar C. Badger II que estaba al mando de la Séptima División de Acorazados.
En apoyo del asalto contra Iwo Jima, el New Jersey escoltó al grupo del Essex en los ataques aéreos realizados contra la isla entre el 19 y 21 de febrero y prestó el mismo servicio para los primeros grandes ataques por portaaviones contra Tokio el 25 de febrero, un ataque apuntado específicamente contra la producción de aviones. Durante los siguientes dos días, Okinawa fue bombardeada desde el aire por la misma fuerza de ataque.
El New Jersey estuvo involucrado directamente en la conquista de Okinawa entre el 14 de marzo hasta el 16 de abril. A medida que los portaaviones preparaban la invasión con ataques allí y contra Honshū, el New Jersey combatió contra los ataques aéreos japoneses, usó sus hidroaviones para rescatar pilotos derribados, defender a los portaaviones contra los aviones suicidas, derribando al menos a tres y asistiendo a los destrucción de otros. El 24 de marzo de 1945 la nave realizó nuevamente su rol de bombardeo pesado, preparando las playas de invasión para el asalto realizado una semana más tarde.
Durante los meses finales de la guerra, el New Jersey fue reacondicionado en el Astillero Naval de Puget Sound, del cual zarpó el 4 de julio con destino a San Pedro, Pearl Harbor y el atolón de Enewetak con destino a Guam. Allí el 14 de agosto se convirtió nuevamente en el buque insignia de la Quinta Flota al mando del almirante Spruance. Permaneció brevemente en Manila y Okinawa previo a su llegada a la bahía de Tokio el 17 de septiembre, donde sirvió como el buque insignia para los sucesivos comandantes de las Fuerzas Navales en aguas japonesas hasta que fue relevado el 28 de enero de 1946 por el Iowa (BB-61). Como parte del desarrollo de la Operación Magic Carpet el New Jersey recibió a bordo cerca de mil tropas con destino a Estados Unidos, con los cuales la nave llegó a San Francisco el 10 de febrero.

## Después de la Segunda Guerra Mundial (1946–1950)

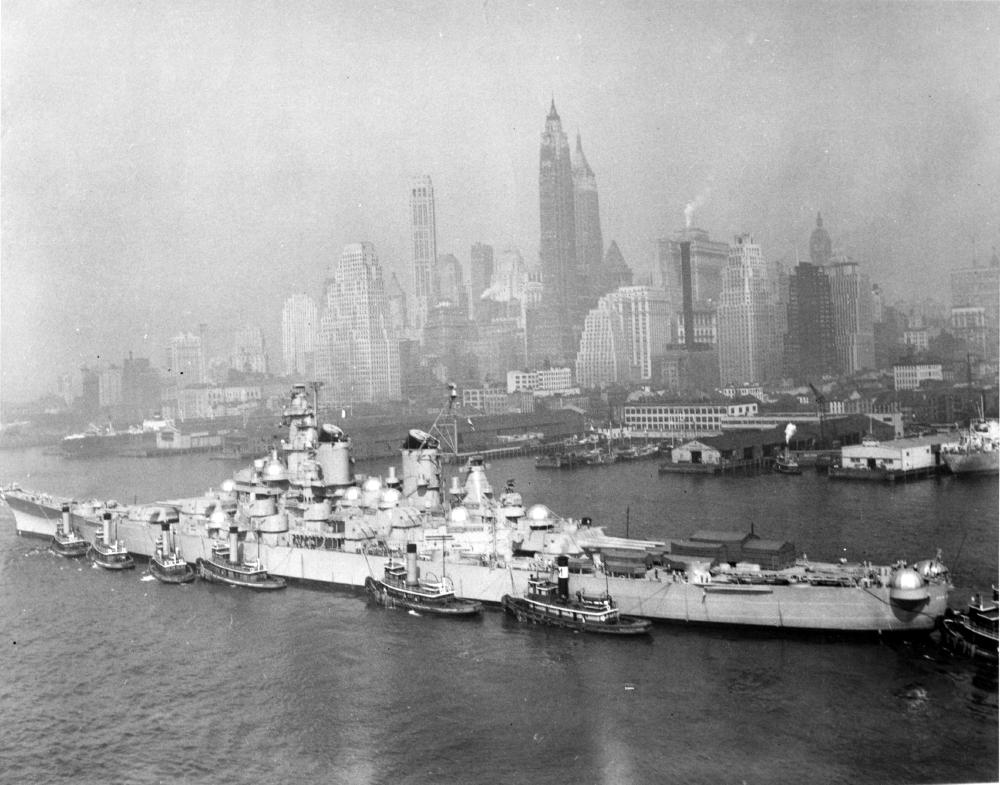
El New Jersey fotografiado poco después de su baja del servicio en el año 1948. Las cúpulas tipo "iglú" que se ven en la nave fueron colocadas sobre los cañones antiaéreos como una forma de protección contra los elementos.

Después de las operaciones en la costa occidental y un reacondicionamiento normal en Puget Sound, el New Jersey navegó una vez más en el Atlántico cuando se dirigió a su base en Bayonne, New Jersey, para la realización de una ceremonia de cumpleaños el 23 de mayo de 1947. Estuvieron presentes el gobernador Alfred E. Driscoll, el exgobernador Walter E. Edge y otros dignatarios.
Entre el 7 de junio y el 26 de agosto, el New Jersey formó parte del primer escuadrón de entrenamiento para viajar a aguas del norte europeo desde el comienzo de la Segunda Guerra Mundial. Más de dos mil guardiamarinas de la Academia Naval de Estados Unidos y del NROTC recibieron experiencia en alta mar bajo el mando del almirante Richard L. Connolly, comandante de las Fuerzas Navales del Atlántico Oriental y el Mediterráneo, quien hizo su insignia en el New Jersey en Rosyth, Escocia el 23 de junio. La nave fue la escena de recepciones oficiales en Oslo, donde el rey Haakon VII de Noruega inspeccionó a la tripulación el 2 de julio y en Portsmouth, Inglaterra. La flota de entrenamiento se dirigió hacia el oeste el 18 de julio para realizar ejercicios en el Caribe y en el Atlántico Occidental.
Tras servir en Nueva York como buque insignia del contralmirante Heber H. McLean, comandante, Primera División de Acorazados, entre el 12 de septiembre y el 18 de octubre, el New Jersey fue inactivado en el Astillero Naval de Nueva York. El buque fue dado de baja en Bayonne el 30 de junio de 1948 y asignado al Grupo de Nueva York, Flota de Reserva del Atlántico.

## Guerra de Corea (1950–1953)
En el año 1950 Corea del Norte invadió a Corea del Sur, como consecuencia Estados Unidos intervino a nombre de las Naciones Unidas. El presidente Harry S. Truman fue tomado por sorpresa cuando sucedió la invasión, pero rápidamente ordenó a las fuerzas de Estados Unidos estacionadas en Japón que se dirigieran a Corea. Truman también envió a Corea tropas, tanques, cazas y bombarderos que estaban basados en territorio continental de Estados Unidos, y una fuerte agrupación naval para apoyar a la República de Corea. Como parte de la movilización naval el New Jersey fue reactivado y sacado de la flota de reserva para proporcionar apoyo de artillería naval a las tropas de las Naciones Unidas y de Corea del Sur. El New Jersey fue puesto en servicio activo en Bayonne el 21 de noviembre de 1950, con el capitán David M. Tyree al mando, y se dirigió al Caribe, donde se entrenó a la tripulación y se alcanzó el estado operativo necesario para enfrentar las demandas de la guerra de Corea. La nave zarpó desde Norfolk, Virginia el 16 de abril de 1951 y llegó frente a la costa este de Corea el 17 de mayo. El vicealmirante Harold M. Martin, que estaba al mando de la Séptima Flota de los Estados Unidos, izó su insignia en el New Jersey por los siguientes seis meses.
El New Jersey efectuó sus primeros disparos en la costa de Corea en Wonsan el 20 de mayo. Durante sus dos ciclos de servicio en aguas coreanas, realizó repetidas misiones de bombardeo costero. En apoyo directo de las tropas de las Naciones Unidas o durante la preparación de acciones terrestres, realizando interdicción de las rutas de comunicaciones y abastecimientos del bando comunista o destruyendo sus abastecimientos y posiciones de las tropas, el New Jersey usó sus cañones de 16 pulgadas (406 mm) para disparar mucho más allá de lo que podía hacerlo la artillería terrestre convencional, moverse rápida y libremente de un blanco a otro, y al mismo tiempo podía estar disponible inmediatamente para proteger a los portaaviones si hubiera requerido dicha protección. Fue durante esta primera misión en Wonsan que la nave sufrió sus únicas bajas en combate en la guerra de Corea. Uno de sus tripulantes fue muerto y otros dos fueron gravemente heridos cuando recibió un impacto de un proyectil, disparado por una batería costera, en su torreta número 1 y otro proyectil que falló por poco cerca de la popa a babor.

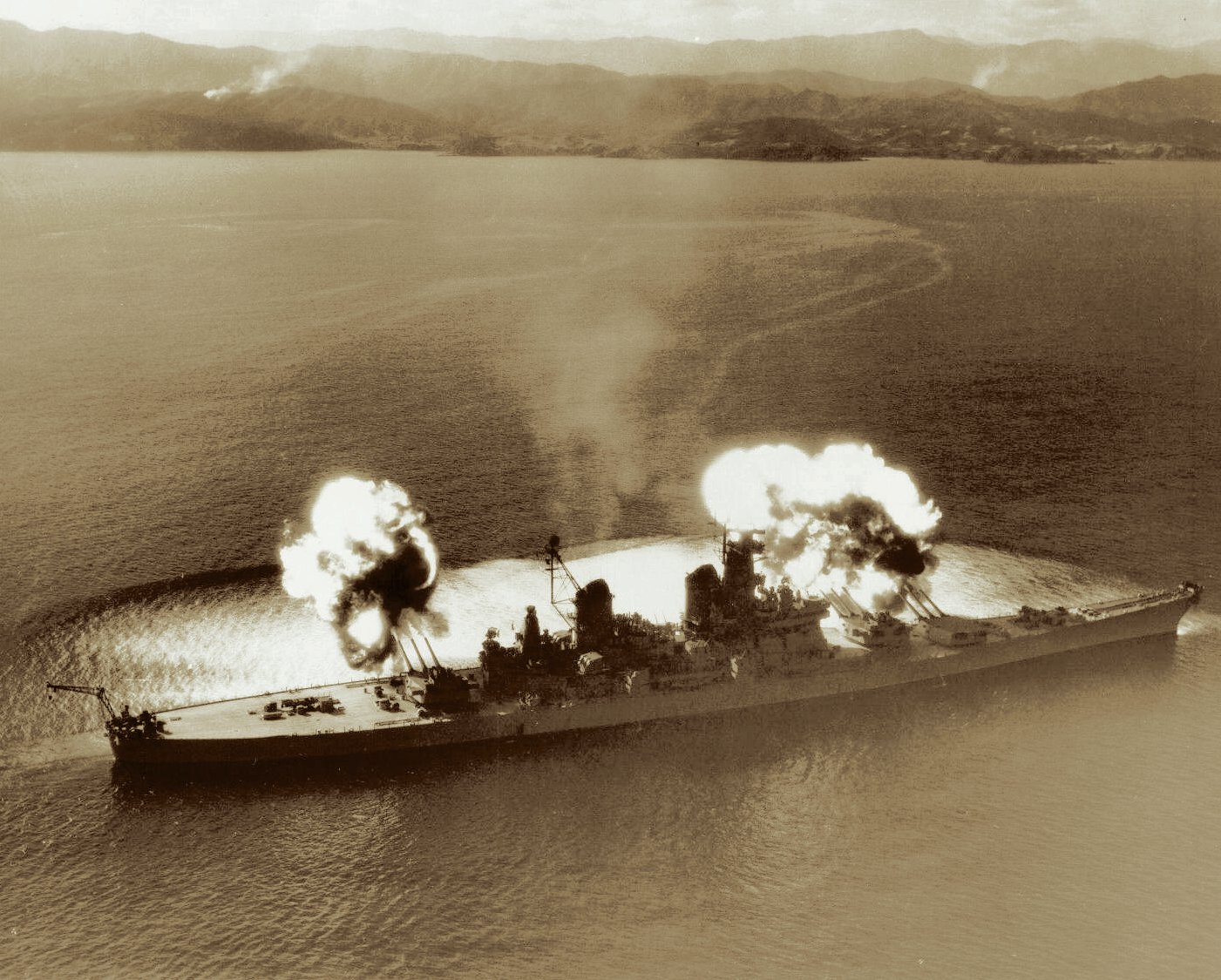
El New Jersey abre fuego contra blancos enemigos cerca del paralelo 38.

Entre el 23 y 27 de mayo y nuevamente el 30 de mayo de 1951, el New Jersey atacó blancos cerca de Yangyang y Kansong, dispersando concentraciones de tropas, derribando una sección de un puente y destruyendo tres grandes depósitos de municiones. Observadores aéreos informaron que Yangyang fue abandonado al finalizar esta acción, mientras que fueron destruidas instalaciones ferroviarias y vehículos en Kansong. El 24 de mayo, el buque perdió uno de sus helicópteros después de que su tripulación le exigió al máximo a su aeronave mientras buscaban a un aviador que había sido derribado. La tripulación del helicóptero fue capaz de alcanzar territorio amigo y regresar a la nave.
Con el almirante Arthur W. Radford, Comandante en Jefe de la Flota del Pacífico, y el vicealmirante C. Turner Joy, Comandante de las Fuerzas Navales del Extremo Oriente, a bordo el New Jersey bombardeó blancos en el área de Wonsan el 4 de junio. Dos días más tarde en Kansong, la nave disparó su batería principal contra un regimiento de artillería y un campamento de camiones, con aviones de la Séptima Flota observando los blancos e informando un éxito en dicho ataque. El 28 de julio frente a Wonsan el acorazado fue nuevamente atacado por baterías costeras. Se produjeron varios impactos cercanos a babor, pero el fuego del New Jersey silenció a las baterías enemigas y destruyó varios emplazamientos de cañones.
Entre el 4 y 12 de julio, el New Jersey apoyó el empuje de las Naciones Unidas en el área de Kansong, disparando contra edificios y posiciones de reorganización enemigas. Cuando la Primera División de la República de Corea se lanzó contra el enemigo, observadores de control de fuego costero vieron como las salvas del New Jersey impactaron directamente contra posiciones de morteros, depósitos de abastecimiento y municiones y concentraciones de personal enemigas. El New Jersey regresó a Wonsan el 18 de julio para disparar contra posiciones de artillería enemiga, destruyendo cinco emplazamientos con impactos directos.
El New Jersey zarpó para ayudar a tropas surcoreanas el 17 de agosto, regresando al área de Kansong donde proporcionó por cuatro días fuego de interdicción durante la noche, y durante el día rompió contraataques, infligiendo fuertes bajas a las tropas enemigas. La nave regresó a esta área nuevamente el 29 de agosto, cuando participó en una demostración anfibia detrás de las líneas enemigas para aliviar la presión ejercida contra las tropas surcoreanas. Al siguiente día inició un ataque de saturación de tres días contra el área de Changjon, donde uno de sus propios helicópteros realizó observaciones de los resultados de esta acción: cuatro edificios destruidos, un empalme de caminos destrozado, patios de maniobra ferroviarios incendiados, vías ferroviarias cortadas y destruidas, depósitos de carbón dispersados y muchos edificios y bodegas incendiadas.
Aparte de una breve pausa el 23 de septiembre para recibir a bordo heridos de la fragata surcoreana Apnok (PF-62) dañada por fuego de artillería, el New Jersey estuvo ocupado bombardeando el área de Kansong, apoyando el movimiento del X Cuerpo. El patrón se repitió nuevamente realizando fuego de interdicción durante la noche y durante el día destruyendo blancos conocidos. El movimiento enemigo fue restringido por el fuego de los grandes cañones de la nave. Fueron destruidos un puente, una represa, varios emplazamientos de cañones, posiciones de morteros, casamatas, búnkeres y dos depósitos de municiones.
El 1 de octubre de 1951, el general Omar Bradley, Jefe del Estado Mayor Conjunto y el general Matthew B. Ridgeway, comandante en jefe del Extremo Oriente, subieron a bordo para realizar una conferencia con el almirante Martin.
Entre 1 y 6 de octubre el New Jersey estuvo en acción en Kansong, Hamhung, Hungnam, Tanchon y Songjin. Búnkeres enemigos y concentraciones de abastecimiento fueron la mayoría de los blancos en Kansong; en los otros el New Jersey disparó contra vías de ferrocarril, túneles, puentes, una refinería de petróleo, trenes y baterías costeras. También entró en combate con y destruyó emplazamientos de artillería con sus cinco montajes de cañones de 127 mm. Luego se dirigió al área de Kojo el 16 de octubre acompañado por el HMS Belfast, mientras que los pilotos del HMAS Sydney realizaron las labores de observación y dirección de tiro. En esa área, después de un bombardeo de cinco horas, destruyó diez posiciones de artillería y una cantidad de búnkeres.
El New Jersey avanzó por la costa norcoreana atacando instalaciones de transporte entre el 1 y 6 de noviembre. Se atacaron puentes, caminos e instalaciones ferroviarias en Wonsan, Hungnam, Tanchon, Iowon, Songjin y Chongjin, dejando cuatro puentes destruidos, y otros gravemente dañados, dos patios de maniobra de ferrocarriles fuertemente dañados, y muchos metros de línea de ferrocarril destruidos. Con nuevos ataques contra Kansong y cerca de la península de Chang-San-Got entre el 11 y 13 de noviembre, el New Jersey completó su primera campaña en Corea.
Relevado como buque insignia por el Wisconsin, el New Jersey zarpó desde Yokosuka con destino a Hawái, Long Beach y el canal de Panamá, y regresó a Norfolk el 20 de diciembre para un reacondicionamiento de seis meses de duración. Entre el 19 de julio y el 5 de septiembre de 1952, fue el buque insignia del contralmirante H. R. Thurber, quien estuvo al mando del crucero de entrenamiento de guardiamarinas del NROTC a Cherbourg, Lisboa y el Caribe. El 5 de marzo de 1953 el New Jersey zarpó de Norfolk para prepararse y entrenarse para su segunda campaña en Corea.

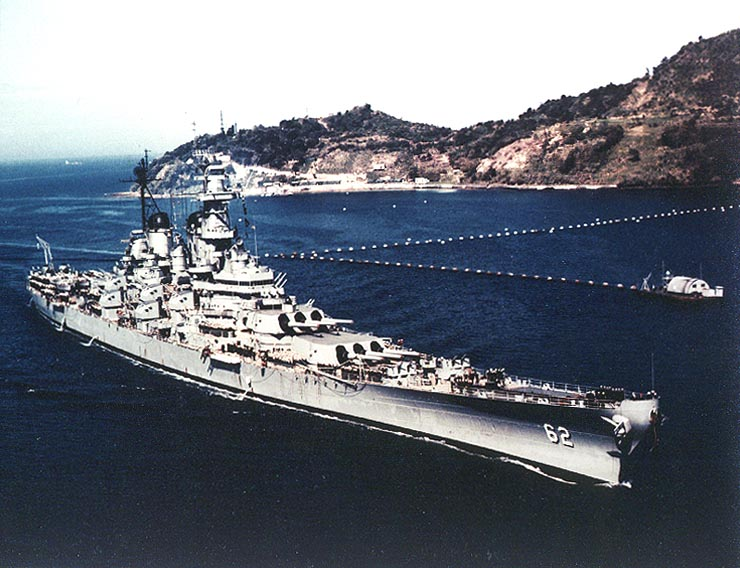
El New Jersey en aguas japonesas en el año 1953

Viajando a través del Canal de Panamá, Long Beach y Hawái, el New Jersey llegó a Yokosuka el 5 de abril y al día siguiente relevó al Missouri como el buque insignia del vicealmirante Joseph H. Clark, comandante de la Séptima Flota. El 12 de abril el New Jersey regresó a la acción bombardeando Chongjin; en siete minutos logró siete impactos directos, destruyendo la mitad de un edificio de comunicaciones ubicado allí. En Pusan dos días más tarde, el New Jersey recibió a bordo al presidente de la República de Corea y a su esposa, y al embajador de Estados Unidos el señor Ellis O. Briggs.
El New Jersey disparó contra baterías costeras y edificios localizados en Kojo el 16 de abril; contra vías de ferrocarril y túneles cerca de Hungnam el 18 de abril; y contra emplazamientos de artillería en la zona del Puerto de Wonsan el 20 de abril, silenciándolos en cinco áreas después de la nave recibió varios impactos cercanos. También se realizaron ataques en el área de Songjin el 23 de abril. Allí el New Jersey logró seis impactos directos con su cañones de 16 pulgadas (406 mm) contra un túnel ferroviario y destruyó dos puentes de ferrocarril.
El New Jersey proporcionó apoyo de artillería para un gran ataque aéreo y de superficie contra Wonsan el 1 de mayo, cuando aviones de la 7a flota atacaron al enemigo y sirvieron de observación para el acorazado. La nave destruyó ese día once emplazamientos de artillería costera enemigos, y cuatro días más tarde destruyó el puesto de observación clave ubicado en la isla de Hodo Pando, puesto que dominaba el puerto. Dos días más tarde fue su blanco Kalmagak en Wonsan.
El décimo cumpleaños del New Jersey, ocurrido el 23 de mayo de 1953, fue celebrado en Incheon con la presencia a bordo del presidente y la primera dama Rhee, el teniente general Maxwell D. Taylor y otros dignatarios. Dos días más tarde el New Jersey regresó a la acción frente a la costa occidental de Chinampo para deshabilitar las posiciones que defendían al puerto.

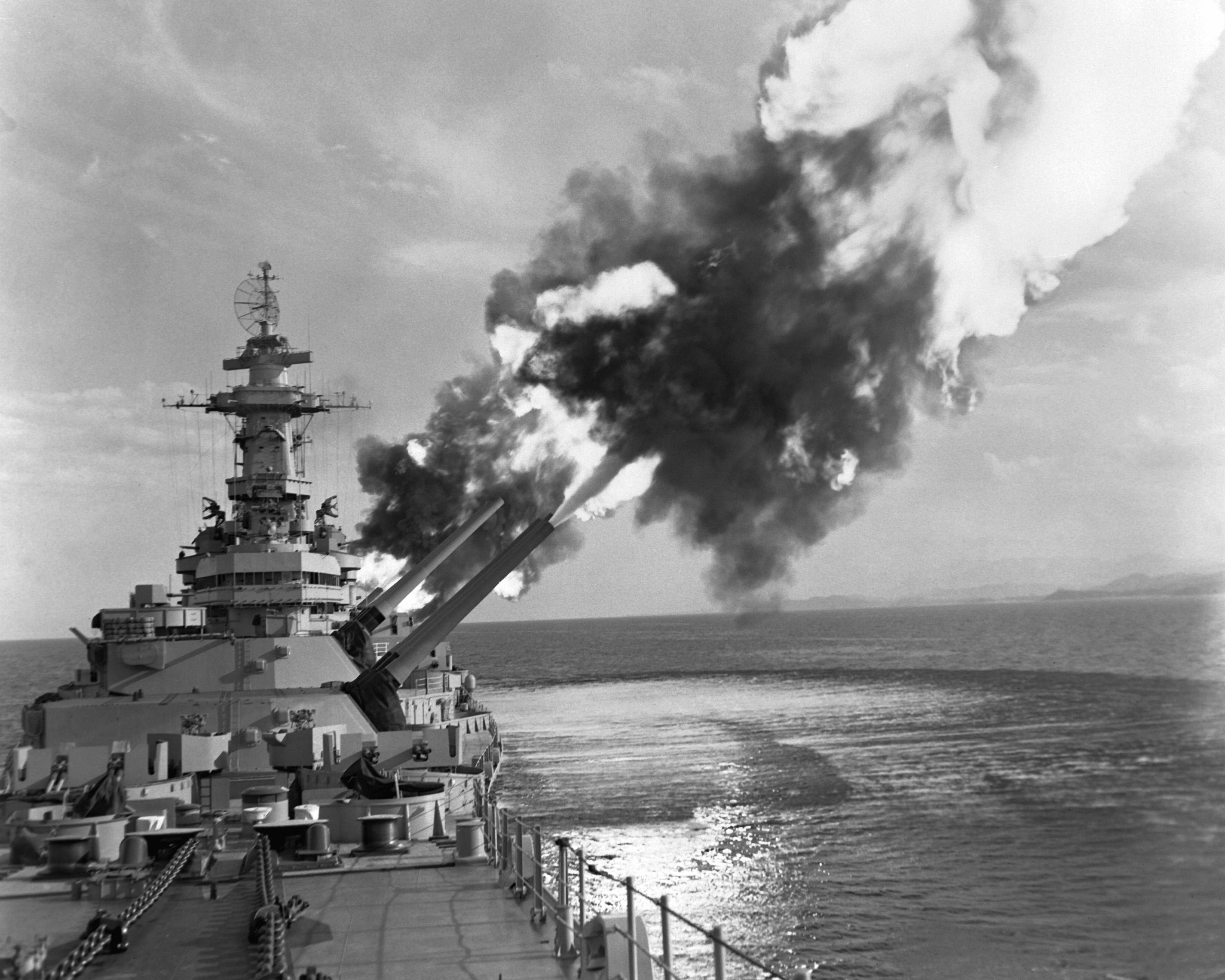
El New Jersey dispara una salva de sus seis cañones de 16 in contra concentraciones de tropas cerca de Kaesong, Corea.

El acorazado fue atacado en Wonsan entre el 27 de mayo y el 29 de mayo, pero sus cañones de 5 pulgadas (127 mm) silenciaron a los baterías enemigas y sus proyectiles de 16 pulgadas (406 mm) destruyeron cinco emplazamientos de cañones y cuatro cuevas de artillería. También hizo blanco en un objetivo que estalló en forma espectacular, siendo posiblemente o una zona de almacenamiento de combustible o un depósito de municiones.
El New Jersey regresó a la tarea de apoyo directo a las tropas en tierra en Kosong el 7 de junio. En su primera misión, la nave destruyó dos posiciones de artillería, un puesto de observación y sus trincheras de apoyo, luego quedó atento a llamadas de apoyo. Luego regresó a Wonsan para realizar bombardeos, durante todo el día 24 de junio, contra emplazamientos de cañones en las cavernas del lugar, logrando ocho impactos directos contra tres cavernas, una caverna demolida y otras cuatro clausuradas. Al siguiente regresó para apoyar a las tropas en Kosong, el cual fue su asignación hasta el 10 de julio, excepto por viajes para reabastecerse.
En Wonsan entre el 11 y 12 de julio, el New Jersey realizó un de los bombardeos más concentrados de su servicio en Corea. Durante nueve horas el primer día y siete horas en el segundo día, sus cañones dispararon contra posiciones de artillería y búnkeres en Hodo Pando y el continente. Al menos diez cañones fueron destruidos, muchos fueron dañados y una cantidad de cuevas y túneles fueron sellados. El New Jersey destruyó posiciones de control de radar y puentes en Kojo el 13 de julio, y estuvo en la costa oriental entre el 22 y 24 de julio bombardeando en apoyo de tropas de Corea del Sur cerca de Kosong. Entre otros objetivos destruidos se encontraba una gran caverna, en la que se localizaba un importante puesto de observación enemigo, al final de un esfuerzo de un mes de las fuerzas de las Naciones Unidas, y se destruyeron una gran cantidad de búnkeres, zonas de artillería, puestos de observación, trincheras, tanques y otras armas.
Al amanecer del 25 de julio de 1953, el New Jersey se encontró frente al importante puerto y centro de comunicaciones y ferroviario de Hungnam, destruyendo baterías costeras, puentes, una zona de fábricas y estanques de almacenamiento de combustible. Después zarpó hacia el norte en la tarde, disparando contra líneas ferroviarias y túneles camineros, dirigiéndose hacia Tanchon, donde se lanzó una lancha ballenera intentando localizar un convoy ferroviario que se sabía transitaba durante la noche a lo largo de la costa. Los cañones de 16 pulgadas (406 mm) se apuntaron hacia dos túneles donde se esperaba su paso, pero la oscuridad no permitió ver los resultados de la salva de sus seis cañones.

### Después de la guerra de Corea (1953–1967)
La misión del siguiente día del New Jersey fue su última misión en Corea. En esta la nave destruyó cañones de gran calibre, búnkeres, cuevas y trincheras. Dos días más tarde, la nave se enteró de la tregua. Su tripulación celebró durante una visita de siete días a Hong Kong, donde la nave recaló el 20 de agosto. Durante el resto de su campaña la nave realizó operaciones en el área de Japón y frente a Formosa, con una visita realizada a Pusan. Allí el presidente Rhee subió a bordo el 16 de septiembre para otorgarle la Citación Presidencial de Unidad de Corea a la Séptima Flota.
Relevado como buque insignia en Yokosuka por el Wisconsin el 14 de octubre, el New Jersey se dirigió al día siguiente hacia su puerto base, llegando a Norfolk el 14 de noviembre. Durante los siguientes dos veranos el buque cruzó el Atlántico llevando a bordo guardiamarinas para llevar a cabo su entrenamiento y durante el resto del año ejecutaba ejercicios y maniobras de entrenamiento frente a la costa del Atlántico y en el Caribe.
El New Jersey zarpó desde Norfolk el 7 de septiembre de 1955 para su primera gira de servicio con la Sexta Flota de Estados Unidos en el Mediterráneo. Los puertos visitados incluyeron Gibraltar, Valencia, Cannes, Estambul, Bahía de Souda y Barcelona. La nave regresó a Norfolk el 7 de enero de 1956 para el programa de primavera de las operaciones de entrenamiento. Ese verano la nave nuevamente llevó a los guardiamarinas a Europa del Norte para su entrenamiento, trayéndoles de regreso a Annapolis el 31 de julio. El comandante del New Jersey una vez más zarpó hacia Europa el 27 de agosto como el buque insignia del vicealmirante Charles Wellborn, Jr., comandante de la Segunda Flota de los Estados Unidos. La nave visitó Lisboa, donde participó en los ejercicios de la OTAN frente a Escocia y realizó una visita oficial a Noruega donde recibió como invitado al príncipe heredero Olaf. La nave regresó a Norfolk el 15 de octubre y el 14 de diciembre llegó a Astillero Naval de Nueva York para su inactivación. El buque fue descomisionado y colocado en reserva en Bayonne el 21 de agosto de 1957.

## La guerra de Vietnam (1967–1969)
Debido a las fuertes pérdidas de aviones estadounidenses (comenzando con la Operación Rolling Thunder en el año 1965), se realizaron estudios sobre formas de aliviar aquellas pérdidas de aviones mientras que al mismo tiempo lanzar las cantidades de armamento requeridas por la escalada del conflicto. El 31 de mayo de 1967 el Secretario de Defensa Robert McNamara autorizó un estudio con el propósito de determinar que se necesitaba para reactivar al New Jersey desde su condición actual, y cuando los resultados obtenidos probaron ser favorables para la reactivación este tomó acción. En agosto de 1967 el Secretario de Defensa tomó la decisión de recomisionar al acorazado para su "empleo en la Flota del Pacífico para aumentar la fuerza de apoyo de artillería naval en el Sureste Asiático". El New Jersey fue seleccionado para esta tarea ya que estaba en mejores condiciones materiales que sus gemelos, ya habiendo recibido una extensiva revisión y mejoramiento previo a sus dada de baja. Al ser reactivado se vio sometido a un período de modernización durante el cual los cañones antiaéreos de 20 mm y 40 mm que poseía fueron retirados y le fueron instalados mejorados sistemas de guerra electrónica y se le hicieron mejoras a su radar. Después de estos trabajos el New Jersey fue formalmente recomisionado el 6 de abril de 1968 en el Astillero Naval de Filadelfia, con el capitán J. Edward Snyder al mando.
El New Jersey, en ese momento el único acorazado en servicio activo del mundo, zarpo desde Filadelfia el 16 de mayo, tocando Norfolk y pasando por el Canal de Panamá el 4 de junio antes de arribar a su nuevo puerto base en Long Beach, California, el 11 de junio. A eso siguió entrenamiento adicional frente a las costas de California del sur. El 24 de julio el New Jersey recibió proyectiles de 16 pulgadas (406 mm) y contenedores de pólvora desde el Mount Katmai usando cables convencionales de transferencia y helicópteros, la primera vez en que la pesada munición de un acorazado fue transferida usando un helicóptero estando en alta mar.

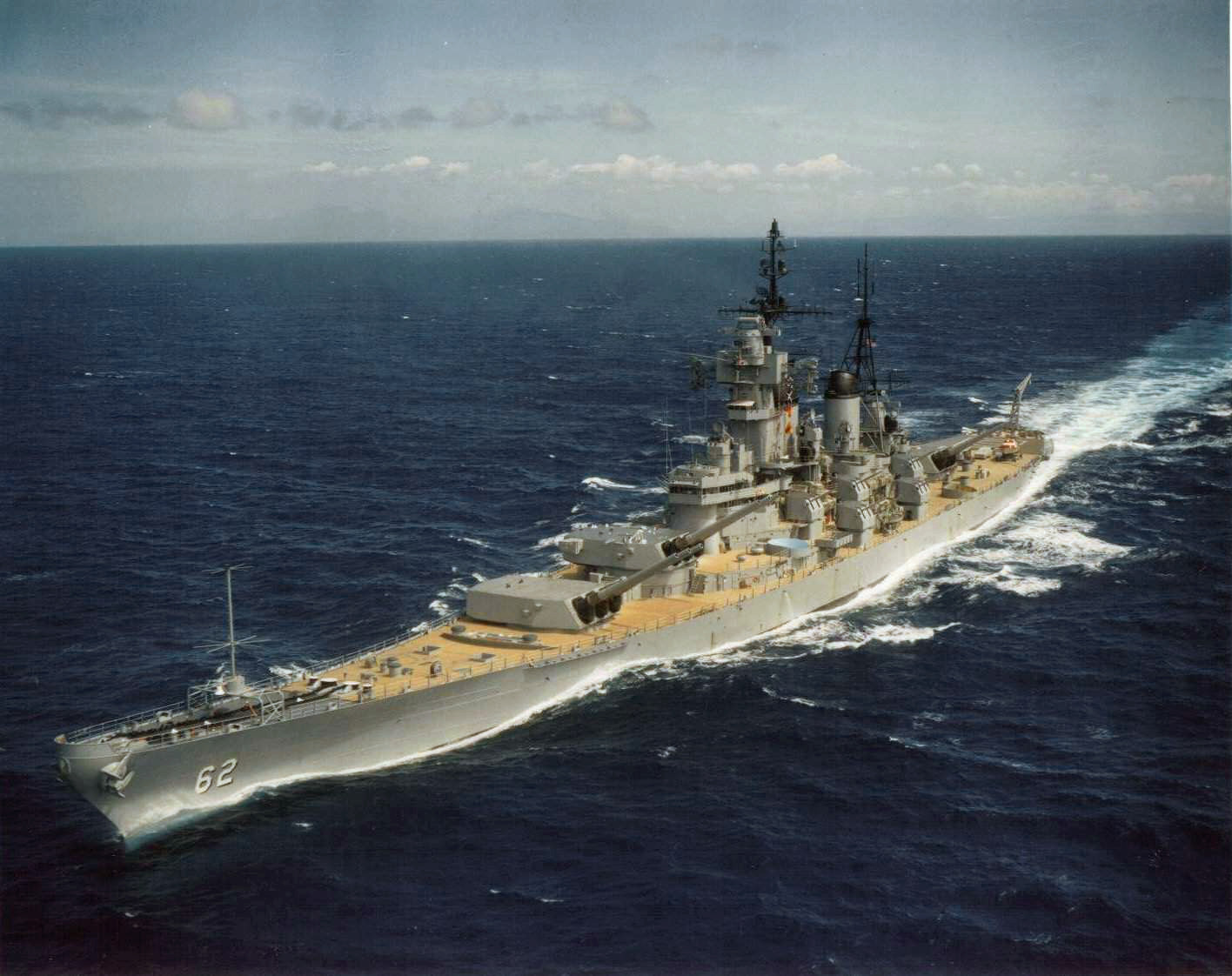
El New Jersey en ruta hacia Vietnam, 1968.

El New Jersey zarpó desde Long Beach el 2 de septiembre, tocando Pearl Harbor y la bahía de Súbic antes salir el 25 de septiembre con destino a su primera asignación de combate a lo largo de la costa vietnamita. El 30 de septiembre cerca del paralelo 17, el acorazado disparó sus primeros tiros de combate en más de dieciséis años, usando un total de 29 proyectiles de 16 pulgadas (406 mm) contra blancos enemigos en y alrededor de la Zona Desmilitarizada Vietnamita ubicada en el paralelo 17.
El New Jersey volvió a su puesto frente a la Isla Tigre el 1 de octubre y disparó contra blancos al norte de la DMZ antes de moverse hacia el sur esa tarde para atacar blancos del Viet Cong. Ese día la nave destruyó seis búnkeres, un camión de abastecimiento y sitio de artillería antiaérea; adicionalmente, la nave ayudó a rescatar la tripulación de un avión de observación de la infantería de marina que había sido forzado a amarizar por daños provocados por el fuego antiaéreo. El 3 de octubre el New Jersey disparó contra blancos ubicados al sur de la Isla Tigre y el 4 de octubre el acorazado disparó contra concentraciones de tropas enemigas y destruyó varios búnkeres. En la tarde del 7 de octubre el New Jersey recibió la noticia de que una cantidad de lanchas logísticas se estaban moviendo hacia el sur cerca de la boca del río Song Giang. El New Jersey respondió acercándose a la formación y logró hundir once de las embarcaciones antes de que pudieran alcanzar la playa.
El 11 de octubre el New Jersey atacó una instalación costera con sus cañones; sin embargo, la nave cambió su objetivo cuando un avión de reconocimiento operando para el acorazado informó de una concentración de camiones al norte de Nha Ky. Los artilleros del New Jersey dirigieron rápidamente los cañones del acorazado contra el nuevo blanco y lograron realizar grandes daños a seis de los vehículos.
A principios de la mañana del 12 de octubre el New Jersey preparó sus cañones para atacar a las fuertemente fortificadas y bien protegidas cuevas de Vinh. Durante los siguientes tres días el New Jersey bombardeó el área con proyectiles de 16 pulgadas (406 mm) en un esfuerzo para eliminar la presencia del Viet Cong en la región. Ayudado por aviones de observación enviados desde el portaaviones America, el New Jersey atacó blancos enemigos, incendiando varias posiciones enemigas y sellando una caverna. El 14 de octubre el New Jersey dirigió sus disparos hacia sitios de artillería costera ubicados en la isla Hon Matt, destruyendo una batería en ella.
El 16 de octubre el New Jersey tomó posición para apoyar a la 3.ª División de Marines. Usando tanto sus cañones de 16 pulgadas (406 mm) y de 5 pulgadas (127 mm) el New Jersey atacó y destruyó 13 estructuras y un sitio de artillería, en el proceso de detener el movimiento de un pelotón enemigo a través de la DMZ. El New Jersey continuó prestando apoyo de artillería durante el 17 cuando partió para apoyar a la Primera Fuerza de Campaña. El mal tiempo impidió los vuelos de aviones de observación hasta el 20 de octubre; pero el New Jersey recuperó rápidamente el tiempo perdido al destruir un puesto de mando del Viet Cong y nueve búnkeres en apoyo de la Brigada Aerotransportada 173, quienes se encontraban operando aproximadamente a 50 millas (80 km) al norte de Nha Trang. Al siguiente día, el New Jersey maniobró para ingresar en las aguas de la bahía de Van Fong para disparar contra puestos de mando del Viet Cong, pero una pobre visibilidad del área del blanco impidió estimar los daños provocados.
Durante la noche del 23 de octubre el New Jersey viajó hacia el norte para rearmarse antes de tomar posición para apoyar a la Tercera División de Infantería de Marina el 25 de octubre. Ese día la nave bombardeó tropas enemigas localizadas por un avión de observación. Al siguiente día el New Jersey atacó blancos de oportunidad, destruyendo 11 estructuras, siete búnkeres, una torre de observación de concreto y una línea de trincheras enemigas. También la nave recibió fuego enemigo cuando artilleros norvietnamitas intentaron atacar al New Jersey con artillería posicionada cerca de Cap Lay. Aproximadamente entre diez a doce proyectiles fueron disparados contra el New Jersey; sin embargo, estos quedaron muy cortos respecto a la posición del acorazado. Los aviones de observación fueron llamados para hacer un reconocimiento de las posiciones sospechosas donde pudieran estar el cañón; estos informaron que no había artillería presente pero que se observaban huellas frescas de neumáticas que iban hacia un área oculta, sugiriendo que allí hubo artillería presente anteriormente. Armados con esta información el New Jersey disparó cinco proyectiles de 16 pulgadas (406 mm) a esa localización, pero en la oscuridad los observadores fueron incapaces de confirmar algún impacto.
El 28 de octubre el New Jersey se dirigió al sur para atacar blancos enemigos. Durante el bombardeo aviones que estaban observando y dirigiendo el fuego para el acorazado informaron estar recibiendo fuego antiaéreo pesado en el extremo norte de la zona blanco; subsecuentemente, el New Jersey alteró su fuego para silenciar el sitio con sus cañones más grandes. Al siguiente día el New Jersey destruyó 30 estructuras, tres búnkeres subterráneos y bombardeo una línea de trincheras del Viet Cong. En la tarde un observador aéreo localizó una posición enemiga de artillería ubicada en la cima de una colina al suroeste de Cap Lay. El New Jersey respondió disparando seis proyectiles de 16 pulgadas (406 mm) contra el sitio, destruyéndolo. Continuando con los asaltos el 30 de octubre destruyendo un área de abastecimiento y un sitio antiaéreo enemigos.
Una vez completada esta misión el New Jersey se dirigió al sur, tomando una posición frente a Da Nang y a Point DeDe para dar apoyo de artillería naval a la 1.ª División de Marines operando en el área. El 2 de noviembre el New Jersey comenzó operaciones de bombardeo contra nueve posiciones, pero el denso follaje del área impidió a los observadores ver los resultados de ese bombardeo.
El 4 de noviembre el New Jersey recibió órdenes para reforzar al II Cuerpo al sur cerca de Phan Thiet; cuando la nave arribó a esa posición posteriormente esa noche. Al siguiente día la nave respondió a ocho solicitudes de misiones de apoyo de artillería realizadas por la 173.ª Brigada Aerotransportada, en el proceso destruyó ocho búnkeres del Viet Cong y cinco estructuras. El 11 de noviembre el New Jersey se alejó de aguas vietnamitas para reabastecerse; regresando nuevamente a la línea de combate el 23 de noviembre y relevó al Galveston, tomando posición para apoyar a al 23.ª División de Infantería (Americal). Esa tarde los cañones de 5 pulgadas (127 mm) del New Jersey bombardearon edificios enemigos, destruyendo 15 estructuras y causando fuertes daños en otras 29.

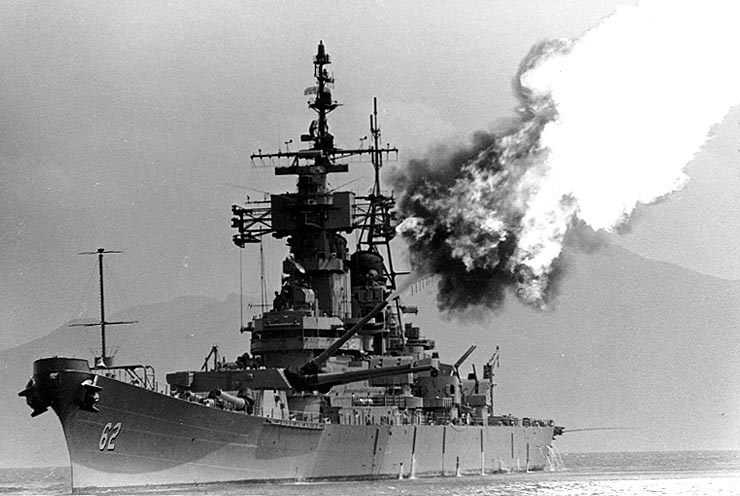
El USS New Jersey bombardeando posiciones enemigas durante la guerra de Vietnam.

El 25 de noviembre el New Jersey lanzó su bombardeo costero más destructivo de su misión en Vietnam. Durante los siguientes dos días el acorazado disparó contra áreas de acopio del Viet Cong ubicadas cerca de Quang Ngai, destruyendo 182 estructuras y 54 búnkeres, provocando fuertes daños a 93 estructuras y demoliendo varios complejos de túneles antes de partir hacia Point Betsy cerca de Hue el 27 de noviembre para apoyar a la 101.ª División Aerotransportada.
Entre el 2 y 8 de diciembre el New Jersey regresó para ayudar a la 3.ª División de Infantería de Marina, bombardeando complejos de búnkeres del Viet Cong para los infantes de marina operando alrededor del área de Da Nang antes de dirigirse a Singapur el 9 de diciembre. El 26 de diciembre el New Jersey regresó a la línea de combate, tomando posición frente a Tuy Hoa en apoyo de la 47ta División del Ejército de la República de Vietnam. Durante los siguientes tres días el New Jersey disparó sus cañones en apoyo del II Cuerpo, en el proceso de destruir búnkeres del Viet Cong y depósitos de abastecimientos y neutralizar puestos enemigos ubicados en cavernas. El New Jersey permanecería en aguas de la DMZ hasta después del Año Nuevo, bombardeando búnkeres enemigos para apoyar fuerzas terrestres amigas hasta dejar la zona para ir en apoyo de la 1.ª División de Marines el 3 de enero.
Desde enero a febrero el New Jersey operó en apoyo de los Marines. El 10 de febrero el acorazado dejó el área para ir a reforzar a la 2.ª Brigada de la República de Corea operando cerca de Da Nang. El blanco del acorazado fue un área subterránea sospechosa de preparación para un regimiento del Viet Cong. Los cañones más grandes del New Jersey fueron dirigidos contra el complejo, disparando proyectiles de 16 pulgadas (406 mm) contra los túneles y búnkeres para ayudar a las tropas terrestres amigas. El 14 de febrero el acorazado se dirigió hacia el sur de la DMZ para proporcionar apoyo para la 3.ª División Marines, y en el proceso destruyó un sitio de artillería antiaérea. Al siguiente día el New Jersey disparó sobre un sitio de cohetes enemigos ubicado al noreste de Con Thien, destruyéndolo, para luego dirigir sus disparos contra posiciones enemigas conocidas. El 22 de febrero el New Jersey respondió a una solicitud urgente de apoyo de artillería de un puesto de observación Oceanview sitiado ubicado cerca de la DMZ. Durante las siguientes seis horas el New Jersey disparó sus cañones, finalmente repeliendo a la fuerza atacante.
Por el resto de febrero y marzo el New Jersey bombardeó blancos ubicados en la DMZ. El 13 de marzo el acorazado se alejó de la línea de combate dirigiéndose a la Bahía de Súbic. Regresando a la acción el 20 de marzo, operando cerca de la Bahía de Cam Ranh en apoyo de la Novena División de Infantería de Corea. Durante la siguiente semana el New Jersey patrulló las aguas entre Phan Thiet y Tuy Hoa, bombardeando blancos de oportunidad a lo largo de la costa. El 28 de marzo el New Jersey se ubicó al sur de la DMZ para ayudar a la 3.ª División de Marines, permaneciendo allí hasta el 1 de abril, después de lo cual el New Jersey zarpó en dirección de Japón. Durante su período de servicio en Vietnam el New Jersey había disparado 5.688 proyectiles de 16 pulgadas (406 mm) y 14.891 proyectiles de 5 pulgadas (127 mm).

### Tras la guerra de Vietnam (1969 – 1982)
Cuando el New Jersey completó su primer ciclo de combate en Vietnam, este zarpó desde Subic Bay el 3 de abril de 1969 con destino hacia Japón. Esta arribó a Yokosuka para una visita de dos días, zarpando con dirección hacia Estados Unidos el 9 de abril. Pero su llegada a casa fue retrasada. El día 15, mientras el New Jersey aún se encontraba en alta mar, aviones cazas norcoreanos derribaron a un avión de vigilancia electrónica Lockheed EC-121 Warning Star desarmado que volaba sobre el Mar de Japón, matando a toda su tripulación. Se formó una fuerza de tarea de portaaviones y se envió al Mar de Japón, mientras que se ordenó al New Jersey devolverse y dirigirse hacia Japón. El 22 la nave llegó una vez más a Yokosuka e inmediatamente puesto en el mar en alistamiento para lo que pudiera venir.
A medida que la crisis pasó, al New Jersey le fue permitido continuar su interrumpido viaje. La nave ancló en Long Beach el 5 de mayo de 1969, su primera visita a su puerto base en ocho meses. Durante los meses de verano, la tripulación del New Jersey preparó a la nave para hacer otro despliegue y se descubrieron deficiencias en la línea de cañones que fueron reparadas. Aunque, de acuerdo a los informes oficiales, razones económicas dictaron lo contrario, el 22 de agosto de 1969 el Secretario de Defensa de los Estados Unidos entregó una lista de los nombres de los buques en ser dados de baja; el primero de la lista era el New Jersey. Cinco días más tarde, el capitán Snyder fue relevado del mando por el capitán Robert C. Peniston.
Al asumir el mando de una nave ya designada a la "flota de reserva", el capitán Peniston y su tripulación se prepararon para dicha tarea. El New Jersey zarpó el 6 de septiembre desde Long Beach hacia el Astillero Naval de Puget Sound. Arribando el día 8 y comenzando una revisión de preinactivación para alistarse para su dada de baja. El 17 de diciembre de 1969 los colores del New Jersey fueron arriados y oficialmente ingresó a la flota inactiva, en concordancia con las palabras de su último oficial comandante: "Descansa bien, pero duerme con un sueño ligero; y escucha la llamada, si nuevamente es tocada, para proporcionar el poder de tu fuego a la libertad".

## Reactivación (1982)

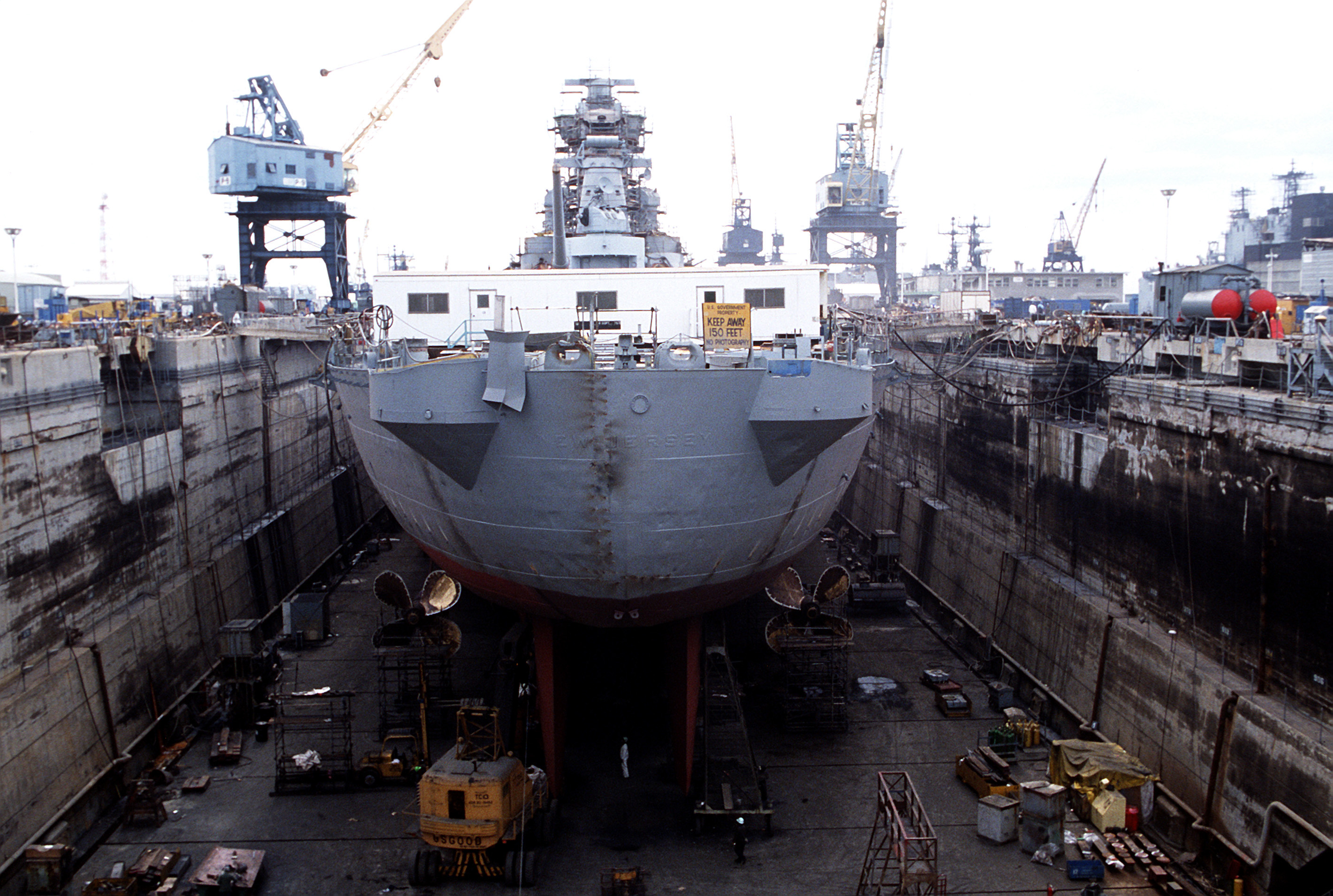
El New Jersey en dique seco mientras se realizaba su modernización.

Como parte del esfuerzo del presidente Ronald Reagan y del Secretario de la Armada John Lehman para crear una armada de 600 buques, el New Jersey fue seleccionado para ser reactivado en la primavera del año 1981, y fue remolcado desde el Astillero Naval de Puget Sound hasta el Astillero Naval de Long Beach a finales de julio de 1981 para su reactivación y modernización. En la época de la reactivación la Armada quería usar al New Jersey y a su gemelo el Iowa para poder cumplir con sostenidas exigencias globales y aliviar el peso sobre la Armada creado por un aumento de los compromisos estadounidenses en las regiones del Mar Índico y del Mar Caribe. Durante esta época la Armada desarrolló varias propuestas para actualizar sus acorazados para que fueran capaces de llevar misiles de crucero y de antibuques, así como montajes para sistemas de defensa cercana. Esquemas de modernizaciones preliminares incluían la eliminación de cuatro de los diez montajes de cañón de 5 pulgadas (127 mm) en el New Jersey para hacer espacio para las cajas lanzadoras blindadas que se hubieran requerido para transportar y lanzar los misiles BGM-109 Tomahawk. En un momento dado se consideró instalar el sistema de armas RIM-7 Sea Sparrow OTAN en los reactivados acorazados, pero se determinó que este sistema no habría sido capaz de resistir los efectos de la sobrepresión causada al disparar los cañones de la batería principal del buque.
La modernización del New Jersey fue única en que la nave iba a ser el único acorazado de la clase Iowa en perder una torreta de cañón de su batería principal. En esa época la Armada anunció que existían planes en desarrollo para remover la torreta n.º 3 del New Jersey de sus cañones de 16 pulgadas (406 mm) (localizada por detrás de la superestructura). En su lugar la Armada planeaba instalar uno de dos sistemas: un almacén de un sistema de lanzamiento vertical de misiles lo que le hubiera permitido al New Jersey llevar 48 misiles Tomahawk o Harpoon adicionales, o utilizar el espacio generado por la remoción de la torreta del cañón para instalaciones relacionadas al uso de aviones del tipo VTOL o V/STOL; sin embargo estas ideas finalmente fueron abandonadas y el New Jersey conservó la Torreta de Cañón n.º 3 durante su carrera en la década de 1980.

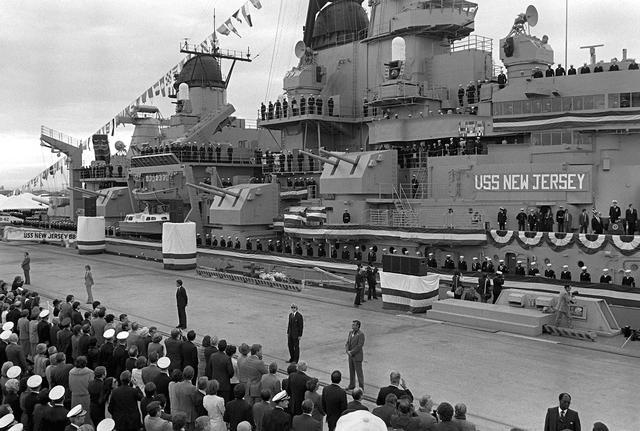
El presidente Ronald Reagan habla durante la ceremonia de recomisionamiento del New Jersey.

En los siguientes meses la nave fue modernizada con el armamento más avanzado disponible; entre los nuevos sistemas de armas instalados se encontraban cuatro lanzadores cuádruples Mk 141 para 16 misiles antibuque AGM-84 Harpoon, ocho montajes de Lanzador Blindado (en inglés: Armored Box Launcher, ABL) para 32 misiles BGM-109 Tomahawk y un cuarteto de cañones rotativos CIWS Phalanx para defensa contra misiles antibuque y aviones enemigos. También el New Jersey recibió ocho vehículos aéreos no tripulados RQ-2 Pioneer, los que son vehículos aéreos controlados remotamente que reemplazaron a los helicópteros previamente usados para dirigir el fuego de sus cañones de 16"/50 Mark 7. También estaba incluida en su modernización las mejoras a su radar y sistemas de control de disparo para sus cañones y misiles, y la actualización de sus capacidades de guerra electrónica.
Ya que el New Jersey había sido puesto en servicio para la guerra de Vietnam su modernización difirió de su buques gemelos por una variedad de razones. Cuando se reactivó en el año 1967 al New Jersey se le removieron sus cañones antiaéreos de 20 mm Oerlikon y 40 mm Bofors y le fueron instaladas mejores capacidades para la guerra electrónica. Estas alteraciones ayudaron a reducir el tiempo que tomó en volver a poner en servicio activo al New Jersey, ya que no se encontraba en la configuración o condición usada durante la Segunda Guerra Mundial, la única alteración física importante al New Jersey involucró la remoción de cuatro de sus 10 montajes de cañones de 5 pulgadas (127 mm) para hacer espacio para las Cajas Lanzadoras Blindadas. Además de ahorrar tiempo, esto hizo que la reactivación del New Jersey fuera más barata dado que el costo necesario para modernizar al acorazado solo incluyó el agregar los montajes de los sistemas de misiles y de cañón, el equipamiento de guerra electrónica y tecnología mejorada para el radar y visado de artillería.
Dado que el sistema de misiles Tomahawk aún no habían sido adoptados para su uso durante la actualización original del New Jersey la Armada anunció planes para desviar recursos desde dos de sus destructores clase Spruance para instalar los lanzadores Tomahawk necesarios. En forma similar, recursos fueron desviados desde dos destructores lanzamisiles de la clase Farragut para permitir la instalación de lanzadores de misiles Harpoon en el New Jersey.
El 28 de diciembre de 1982 el New Jersey fue formalmente recomisionado en Long Beach, California, su nuevo puerto base. La recomisión del New Jersey marcó el regreso del último acorazado del mundo después de una ausencia de 13 años en los océanos del mundo.

## Guerra civil libanesa (1983 – 1984)
En el año 1983 se encontraba en desarrollo una sangrienta guerra civil en el Líbano. En un esfuerzo para detener la violencia en la región fue creada una Fuerza Multinacional de mantenedores de la paz compuesta principalmente por miembros de las fuerzas armadas de Estados Unidos, Italia y Francia y fue enviada a la región en un intento de restaurar el orden. Como parte de la fuerza multinacional Estados Unidos movilizó una fuerza expedicionaria compuesta de miembros del Cuerpo de Marines de los Estados Unidos y elementos de la Sexta Flota que operaba en el Mar Mediterráneo.

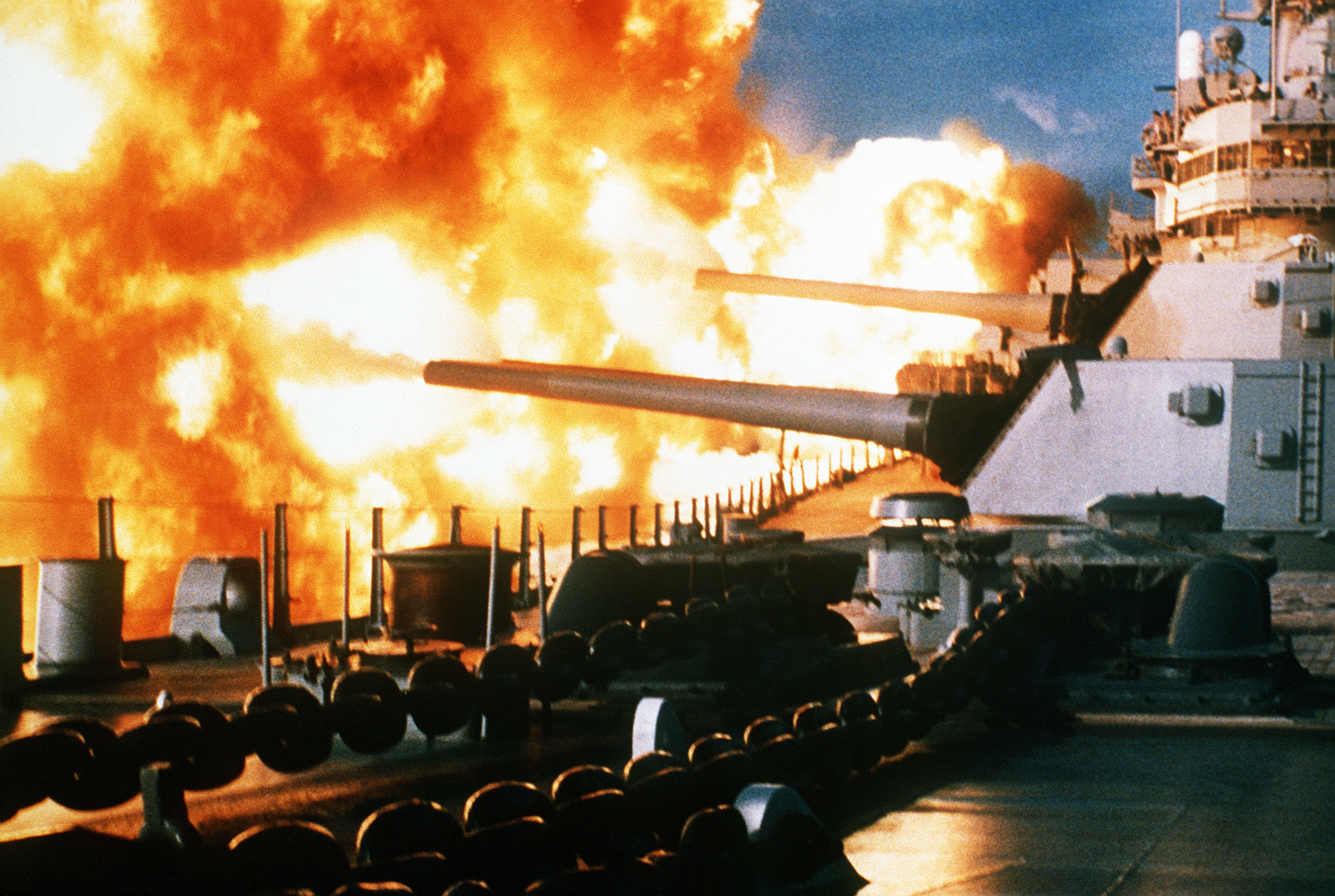
El New Jersey abre fuego contra posiciones enemigas frente a la costa de Beirut el 9 de enero de 1984.

El 18 de abril de 1983 una furgoneta que llevaba una carga de 2000 libras (907 kg) de explosivos, chocó contra la embajada de Estados Unidos localizada en Beirut Occidental, matando a 63 personas. En agosto de 1983, Israel retiró sus tropas desde el Distrito de Chouf (ubicado al sureste de Beirut), eliminando así el colchón que existía entre los drusos y las milicias cristianas y provocó otro período de brutales combates. En agosto de 1983 los milicianos comenzaron a bombardear las posiciones de los infantes de marina cercanas al Aeropuerto Internacional de Beirut con fuego de morteros y cohetes cuando el Ejército Libanés combatía con las fuerzas drusas y chiitas en los suburbios del sur de Beirut. El 29 de agosto de 1983, dos infantes de marina fueron muertos y catorce heridos, y en los meses siguientes los infantes de marina se vieron sometidos casi a diario al ataque con artillería, morteros, cohetes y el fuego de armas cortas. Después de este ataque los infantes de marina comenzaron a devolver el fuego. La administración Reagan decidió enviar al New Jersey, una decisión que los infantes de marina celebraron.
El 16 de septiembre de 1983 las fuerzas drusas se concentran en el límite de Souk El Gharb, una villa defendida por el Ejército Libanés. Souk El Gharb era un pueblo de importancia estratégica: las milicias que venían del sur tenían que atravesar Souk El Gharb para poder alcanzar el camino Beirut - Aley. Además, Souk El Gharb controlaba una cresta desde donde se podía observar Baabda, Yarze, la que era la localización del Ministerio de Defensa y de Beirut Oriental. Desde esa cresta, los artilleros de la milicia podían disparar directamente colina abajo hacia esas localidades usando artillería. Los buques de guerra de la Armada de Estados Unidos bombardearon las posiciones drusas y ayudaron al Ejército Libanés a mantener el pueblo de Souk El Gharb hasta que fue declarado un cese del fuego el 25 de septiembre, día en el cual el acorazado New Jersey arribó a la escena. La llegada del New Jersey fue uno de varios factores que contribuyeron a la reducción de la cantidad de ataques contra los Marines.
El 28 de noviembre -después del atentado contra los cuarteles en Beirut en 1983 el día 23 de octubre- el gobierno estadounidense anunció que el New Jersey sería mantenido frente a Beirut aunque se irían efectuando rotaciones en su tripulación. El 14 de diciembre, el New Jersey disparó 11 proyectiles de sus cañones de 16 pulgadas (406 mm) contra posiciones hostiles tierra adentro en Beirut. Estos fueron los primeros proyectiles de 16 pulgadas (406 mm) disparados en combate en el mundo desde que el New Jersey había finalizado su servicio en la línea de combate en Vietnam en el año 1969. Este bombardeo fue en respuesta a ataques contra aviones de reconocimiento estadounidenses por parte de baterías antiaéreas sirias/drusas.

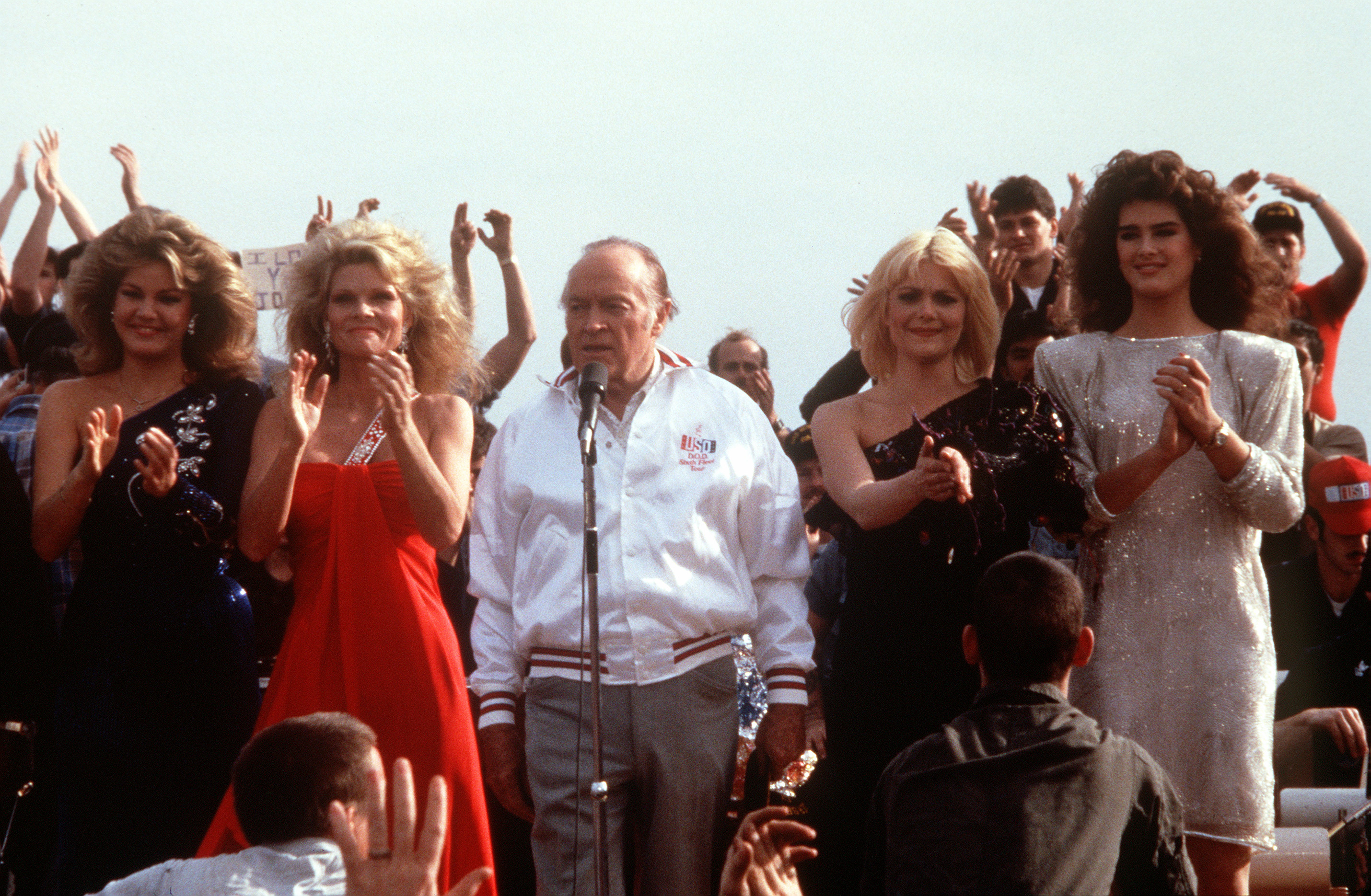
Artistas durante una celebración de Navidad de la USO en el año 1983 a bordo del USS New Jersey (BB-62) frente a la costa de Beirut, Líbano. De izquierda a derecha: Miss USA Julie Hayek, Cathy Lee Crosby, Bob Hope, Ann Jillian y Brooke Shields.

Siguiendo una tradición que él había iniciado durante la Segunda Guerra Mundial, de pasar la Navidad con las tropas estadounidenses estacionadas en el extranjero, Bob Hope y su compañía de entretenimiento dieron un show a bordo del New Jersey el 24 de diciembre de 1983. Cuatrocientos marines estacionados en Beirut asistieron al evento.
El 8 de febrero de 1984, el New Jersey disparó casi 300 proyectiles contra posiciones de los Drusos y de los Shi'itas en las colinas que dominaban Beirut. Aproximadamente 30 de estos masivos proyectiles cayeron sobre el puesto de mando sirio en el Valle de la Becá al este de Beirut, matando al comandante general de las fuerzas sirias en el Líbano y a varios otros oficiales superiores. Este fue el bombardeo costero más pesado desde la guerra de Corea.
Aunque el New Jersey realizó su trabajo en forma experta durante la intervención en el Líbano, algunos criticaron la decisión de hacer que el New Jersey bombardeara a las fuerzas drusas y sirias. Los miembros de esta posición alegan que dicha acción forzó a un cambio en las fuerzas estadounidenses previamente neutrales al convencer a los musulmanes libaneses locales de que Estados Unidos había escogido el lado cristiano; Los proyectiles del New Jersey mataron centenares de personas, principalmente chiitas y drusos. En sus memorias, el general Colin Powell (en esa época ayudante de Caspar Weinberger) dice que «cuando los proyectiles comenzaron a caer sobre los chiitas, estos asumieron que el 'árbitro' estadounidense había tomado partido».
También se cuestionó la precisión de los cañones del New Jersey. Una investigación sobre la efectividad del fuego de artillería del New Jersey, liderada por el coronel infante de marina Don Price, encontró que muchos de los proyectiles del buque habían errado sus blancos por tanto como 10 000 yardas (9140 m) y que por lo tanto habían matado en forma inadvertida a civiles. Tim McNulty, un corresponsal del Chicago Tribune con base en el Líbano dijo, "todos amaban al New Jersey hasta que comenzaba a disparar sus cañones. Una vez que disparaba, era obvio que no podía darle a nada". Se cree que la inexactitud había sido el resultado de la remezcla de la pólvora usada para los proyectiles de la batería principal realizada por la Armada, bajo el mando del capitán Joseph Dominick Miceli en el Centro Naval de Apoyo de Armas y su reembolso en nuevos sacos. Los lotes de pólvora (una producción individual de pólvora) se queman a diferentes velocidades. Por lo tanto, una remezcla de los lotes de pólvora podría hacer que los cañones dispararan en forma inconsistente. El problema fue aparentemente resuelto después de que la Armada fue capaz de localizar abastecimientos adicionales de pólvora que no habían sido remezclados.

### Despliegue posterior al del Líbano (1984 – 1990)

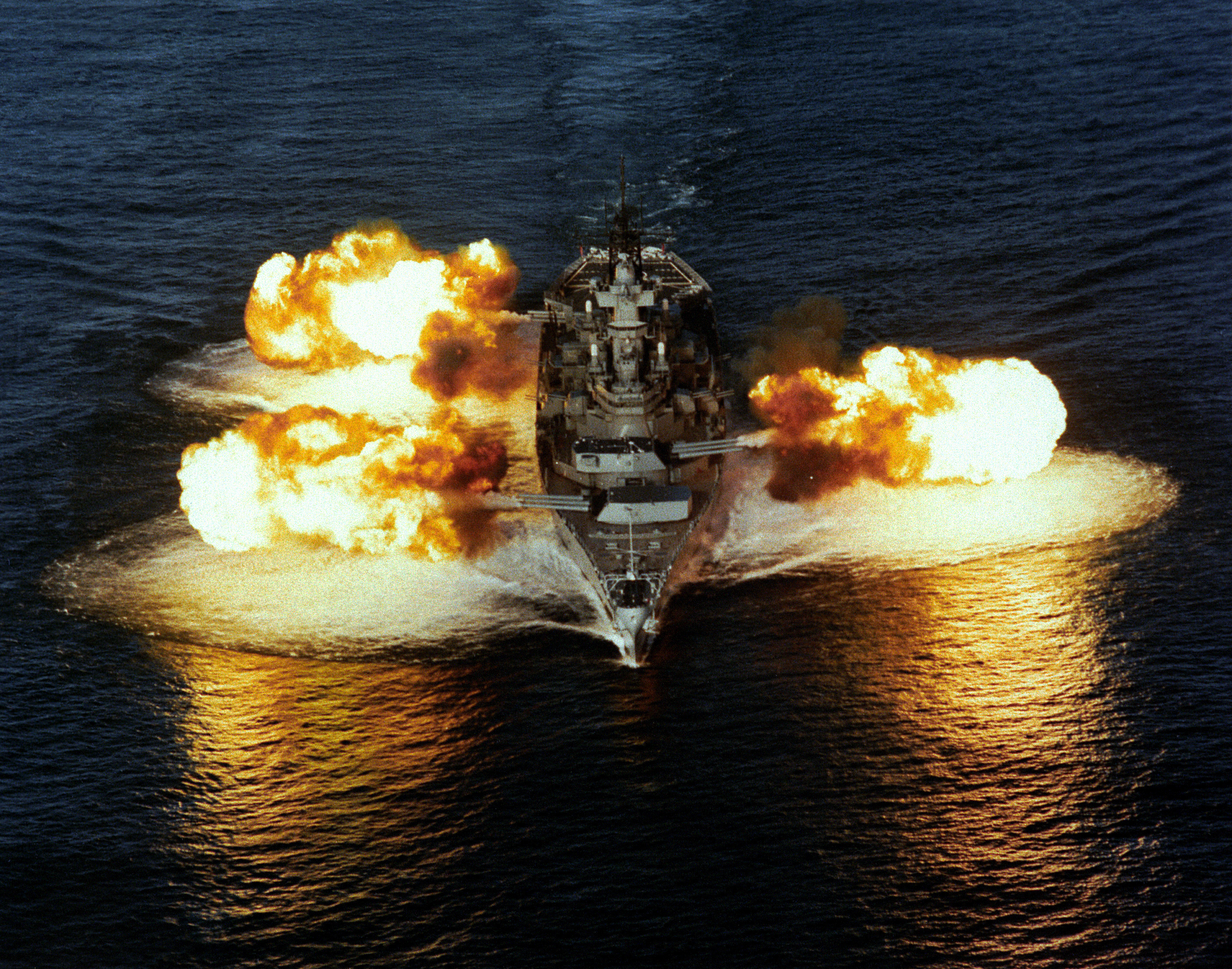
El New Jersey dispara todos sus cañones principales, diciembre de 1986.

En el año 1986, el New Jersey comenzó su siguiente despliegue, esta vez operando como parte de la Flota del Pacífico y como la pieza central de su propio Grupo de Batalla de Acorazados (en inglés: Battleship Battle Group, BBBG). Esta fue la primera vez que el New Jersey tenía el control operacional de su propio grupo de batalla de acorazados desde la guerra de Corea y la nave se dirigió con sus escoltas desde Hawái a Tailandia en el año 1986, liberando a los portaaviones estadounidenses para otras misiones y en el proceso se convirtió en la única presencia naval estadounidense de importancia en la región entre mayo y octubre. Aunque aún al mando de su propio Grupo de Batalla de Acorazados el New Jersey navegó junto a los portaaviones USS Ranger (CV-61) y USS Constellation (CV-64) mientras se encontraba desplegado en el año 1986.
De acuerdo a una historia desclasificada para un New Jersey armado nuclearmente, durante su tránsito a través del mar de Ojotsk entre el 27 y 28 de septiembre de 1986, se realizaron "pasadas cercanas" por parte de bombarderos Túpolev Tu-95 y Túpolev Tu-16 soviéticos, un helicóptero Kamov Ka-25 y un avión de patrulla marítima Ilyushin Il-38. Los buques estadounidenses también fueron seguidos por un crucero clase Kara y dos fragatas clase Grisha III. La maniobra, de acuerdo a la historia de la nave, «marcó la primera vez que un acorazado estadounidense había operado en el patio trasero de la armada soviética».
Después de una revisión en Long Beach que se demoró hasta el año 1988 el New Jersey regresó al Océano Pacífico, esta vez operando como parte de un grupo de acción de superficie. El acorazado operó cerca de la costa de Corea previo a la inauguración de los Juegos Olímpicos de Verano de 1988 en Seúl, Corea del Sur, entonces zarpó en dirección de Australia para participar en las celebraciones del Bicentenario de Australia.
En abril de 1989, cuando el New Jersey se estaba preparando para su último crucero operacional, su buque gemelo el Iowa sufrió una explosión catastrófica en su torreta n.º 2; como un resultado del incidente los oficiales navales estadounidenses congelaron los ejercicios con fuego real con los cañones hasta que una investigación de la explosión fuera concluida. Finalmente, la prohibición fue levantada y al New Jersey le fue permitido volver a usar sus grandes cañones.
El último crucero del acorazado New Jersey comenzó en el año 1989 como parte del Ejercicio Pacífico '89. Al completar el ejercicio el New Jersey zarpó desde el Océano Índico hacia el Golfo Pérsico, en el proceso convirtiéndose en la pieza central de varios grupos de batalla y de grupos de acción de superficie. El New Jersey permaneció en el Golfo Pérsico por el resto del año, regresando a Estados Unidos en febrero de 1990.

## Reserva de la flota y buque museo (1991 – a la actualidad)
Con el colapso de la Unión Soviética a principios de la década de 1990 y la carencia de la percepción de una amenaza contra Estados Unidos llegaron drásticos recortes al presupuesto de defensa y el alto costo de mantener a los acorazados como parte de la flota activa se volvió poco económico; como un resultado, el New Jersey fue dado de baja por vez final en la Estación Naval de Long Beach, California, el 8 de febrero de 1991, habiendo pasado un total de 20 años en servicio activo (el de mayor tiempo de la clase Iowa). La decisión de dar de baja al New Jersey le quitó al acorazado la oportunidad de participar en la Operación Tormenta del Desierto en el año 1991, una campaña militar para expulsar a las tropas invasoras iraquíes de Kuwait. Las hostilidades comenzaron alrededor del 15 de enero de 1991 y sus buques gemelos el Missouri y el Wisconsin se encontraron atacando blancos iraquíes con sus misiles Tomahawk en el mismo momento en que el New Jersey estaba siendo dado de baja. Después de haber sido dado de baja el New Jersey fue remolcado a Bremerton, Washington, donde permaneció en la reserva hasta ser sacado del Naval Vessel Register en enero de 1995.
La sección 1011 del Acta de Autorización de la Defensa Nacional del año 1996 requirió que la Armada de Estados Unidos repusiera en el Registro de Buques Navales a dos de los acorazados de la clase Iowa que habían sido retirados de la Armada en el año 1995; estos buques tenían que ser mantenidos en las flotas de reserva de la Armada de Estados Unidos (o "flotas en naftalina"). La Armada tenía que asegurar que ambos acorazados estaban en buenas condiciones y que podían ser reactivados para ser usados en las operaciones anfibias del Cuerpo de Infantería de Marina. Debido a que el Iowa tenía dañada su torreta número 2, la Armada seleccionó al New Jersey para ser colocado en la flota de reserva, incluso aunque los mecanismos de entrenamiento de los cañones de 16 pulgadas (406 mm) del New Jersey habían sido soldados. Se consideró que el costo de arreglar al New Jersey era menor que arreglar al Iowa; como un resultado el New Jersey y el Wisconsin fueron reinscritos en el Registro de Buques Navales y fueron vueltos a colocar en la flora de reserva.

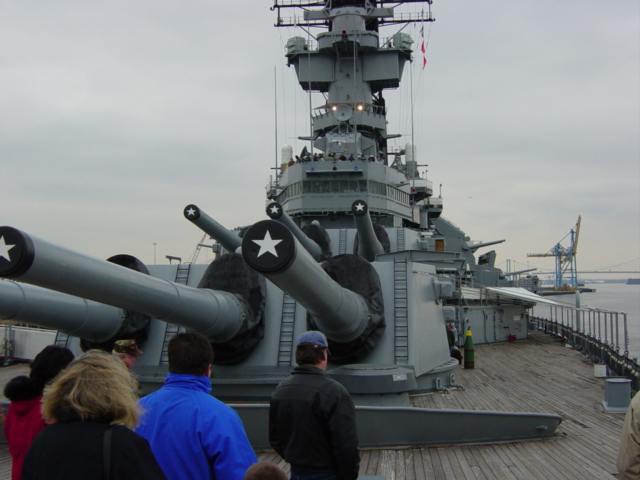
Vista de la cubierta del New Jersey en su atracadero en Camden. El acorazado fue donado a la Home Port Alliance de Camden, New Jersey, para ser usado como buque museo.

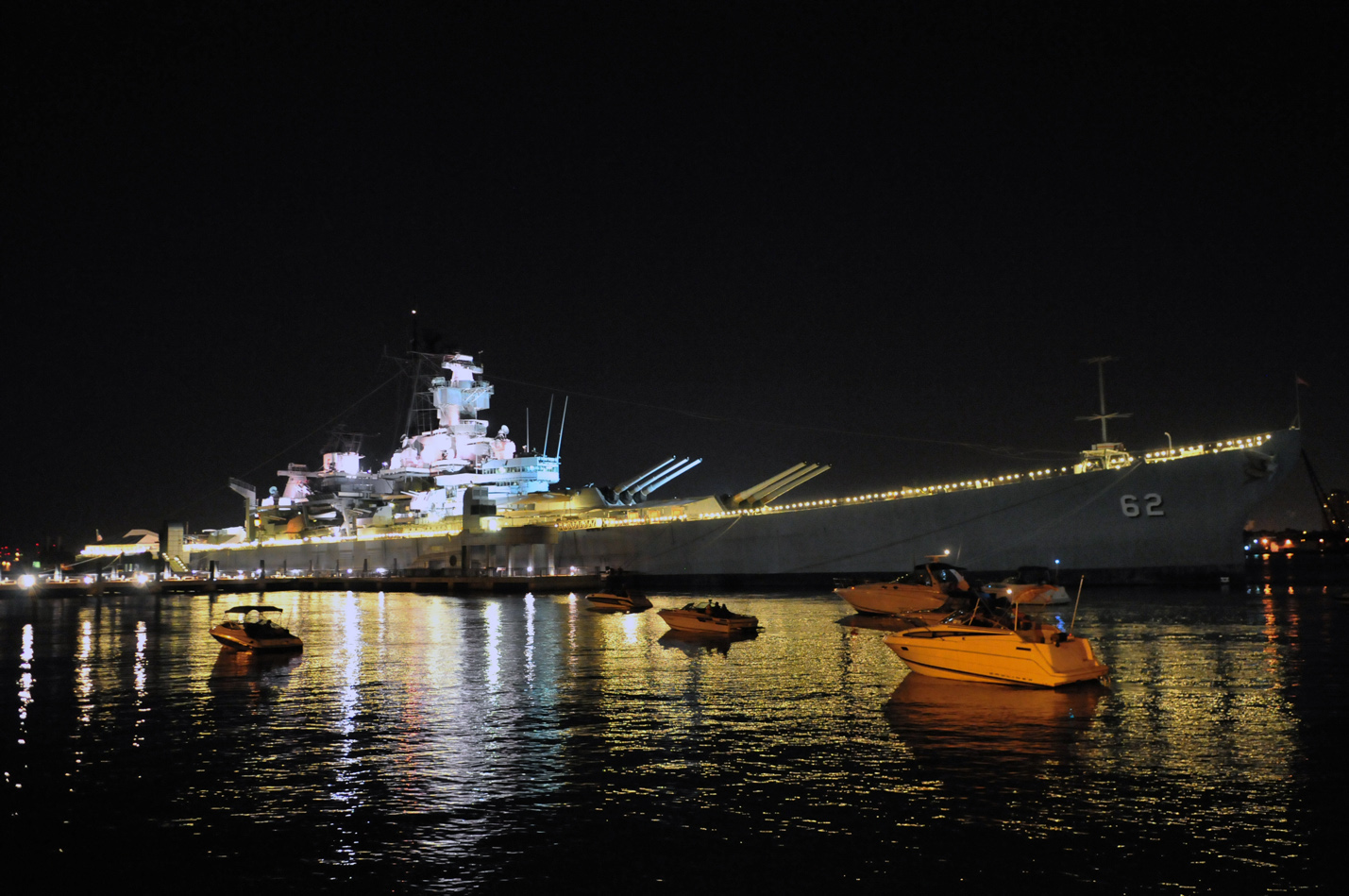
El New Jersey en su atracadero en Camden durante la noche, septiembre de 2010.

El New Jersey permaneció en la flota de reserva hasta que el Acta de Autorización de la Defensa Nacional de Strom Thurmond del año 1999 fue pasada a través del Congreso de Estados Unidos el 18 de octubre de 1998. La sección 1011 requería que el Secretario de la Armada de los Estados Unidos listara y mantuviera al Iowa y al Wisconsin en el Registro de Buques Navales, mientras que la sección 1012 requería que el Secretario de la Armada sacará al New Jersey del Registro de Buques Navales y transfiera al acorazado a la entidad sin fines de lucro de acuerdo a la sección 7306 del Título 10 del Código de Estados Unidos. La sección 1012 también requería al receptor que localizara al acorazado en el Estado de Nueva Jersey. La Armada hizo el cambio en enero de 1999, y el 12 de septiembre, el New Jersey fue remolcado por el Sea Victory desde Bremerton, Washington a Filadelfia, Pensilvania, para la realización de un trabajo de restauración en el Astillero Naval de Filadelfia en avance de su planificada donación para ser usado como un museo.
Se inscribieron dos solicitudes competidoras por el acorazado, una por la comisión del Acorazado USS New Jersey de Bayonne, New Jersey, y la otra por la Home Port Alliance de Camden, New Jersey. Ambos equipos trabajaron duro para desarrolla un completo plan para operar y mantener al acorazado como un museo. Después de una revisión de ambos planos enviados, la Armada seleccionó a la Home Port Alliance de Camden, New Jersey, como un lugar final de descanso del acorazado. El Secretario de la Armada el señor Richard Danzig hizo el anuncio el 20 de enero de 2000, y el 15 de octubre de ese año el New Jersey llegó a su lugar de descanso final en Camden Waterfront.
Poco después de su arribo el New Jersey fue abierto al público, comenzando oficialmente su nueva carrera como un buque museo con el nombre de Museo y Memorial del Acorazado New Jersey. Son ofrecidas visitas autoguiadas, visitas de grupo guiadas y alojamientos nocturnos en el museo flotante. Los alojamientos nocturnos, normalmente benefician a las organizaciones de escultismo, ofreciendo la oportunidad de dormir y comer en las cubiertas originales de camarotes y de casino.
El New Jersey ha sido colocado en varios registros históricos. En el año 1997, mientras que el buque aún se encontraba en la flota de reserva, la Junta de Revisión del Estado de New Jersey para Sitios Históricos recomendó que la nave "fuera listada en el Registro de New Jersey de Lugares Históricos, como preparación para la transferencia del acorazado hacia aguas de New Jersey". En el año 2004, el Estado de New Jersey designó oficialmente al acorazado como un lugar histórico. Esto permitió que el New Jersey fuera colocado en el Registro Nacional de Lugares Históricos (en inglés: National Register of Historic Places), una lista a la cual el New Jersey fue agregado oficialmente en el año 2004.
A principios del año 2012 existió un debate de si el USS New Jersey debería ser movido al Liberty State Park.

## Condecoraciones
Entre otras condecoraciones, el New Jersey obtuvo una Mención de Unidad de la Armada por su servicio en Vietnam, la Mención Presidencial de Unidad entregada por la República de Filipinas y la Mención Presidencial de Unidad entregada por la República de Corea. Adicionalmente obtuvo nueve estrellas de batalla por su servicio durante la Segunda Guerra Mundial, cuatro por su servicio en la guerra de Corea, dos por su servicio en la guerra de Vietnam y cuatro por su servicio en el Líbano y la región del Golfo Pérsico. Estas condecoraciones y reconocimientos hicieron que el New Jersey sea el acorazado más condecorado de la historia de Estados Unidos.
| Gold star                               | Bronze star                             | |             |
|                                         |                                         | Silver oak leaf cluster · Bronze oak leaf cluster · Bronze oak leaf cluster · Bronze oak leaf cluster · Bronze oak leaf cluster |             |
|                                         | Bronze star · Bronze star               | Bronze star · Bronze star · Bronze star · Bronze star                                                                           | Bronze star |
| Bronze star · Bronze star · Bronze star | Bronze star · Bronze star · Bronze star | |             |
|                                         | Bronze star · Bronze star               | |             |

| Cinta de Acción de Combate con 1 estrella de adjudicación  | Mención de Unidad de la Armada con 1 estrella de servicio                         | Cinta E de la Armada con 2 distintivos E de batalla                 | Medalla Expedicionaria de la Armada                                       |
| Medalla de Servicio en China                               | Medalla de la Campaña Americana                                                   | Medalla de la Campaña Asiática-Pacífica con 9 estrellas de servicio | Medalla de Victoria Segunda Guerra Mundial                                |
| Medalla de Servicio de Ocupación de la Armada              | Medalla de Servicio en la Defensa Nacional con 2 estrellas de servicio            | Medalla de Servicio Coreano con 4 estrellas de servicio             | Medalla de las Fuerzas Armadas Expedicionarias con 1 estrella de servicio |
| Medalla de Servicio en Vietnam con 3 estrellas de servicio | Cinta de Despliegue de Servicio Marítimo de la Armada con 3 estrellas de servicio | Mención Presidencial de Unidad Filipina                             | Mención Presidencial de Unidad Coreana                                    |
| Mención de unidad Cruz a la Valentía Vietnam               | Medalla de la Liberación de Filipinas con 2 estrellas de servicio                 | Medalla Coreana de las Naciones Unidas                              | Medalla de la Campaña de Vietnam                                          |